# Histoire de la Suisse sous domination française
Vous lisez un « article de qualité » labellisé en 2014.
1803–1814
Entités précédentes :
- République helvétique
- République de Genève

Entités suivantes :
- Confédération des XXII cantons

L'histoire de la Suisse sous domination française est l'étape de la formation de la Confédération suisse qui suit la Confédération des XIII cantons. Elle est comprise entre le début des manifestations provoquées par la Révolution française de 1789 et la création de la Confédération des XXII cantons le 7 août 1815.
Les premières réactions en Suisse face aux événements de la Révolution française sont négatives : l'annonce du massacre des gardes suisses au Palais des Tuileries, la tentative d'invasion française de Genève en 1792 et la prise, la même année, de l'évêché de Bâle rattaché à la France sont autant d’événements qui sont mal perçus localement. À la suite de l'échec d'un soulèvement dans le canton de Vaud contre Berne, les meneurs se réfugient à Paris où ils poussent à la fin 1797 le gouvernement français à envahir la Suisse, qui capitule une année plus tard. Le gouvernement français met alors en place le nouveau régime de la République helvétique, État centralisé et unitaire dont les limites administratives internes sont largement redessinées. Pendant cette période, la Suisse est touchée à la fois par les conflits européens et par des révoltes intérieures.
Le 30 septembre 1802, Napoléon Bonaparte impose l'Acte de Médiation qui définit une nouvelle Constitution pour le pays ainsi qu'un nouveau découpage des frontières cantonales. Cela donne naissance à la Confédération des XIX cantons qui est en réalité un État soumis au contrôle français. Le Valais devient brièvement indépendant sous le nom de République rhodanienne avant d'être annexé par l'Empire français en 1810, tout comme l'avait déjà été Genève en 1798, qui était devenue le chef-lieu du département du Léman. La principauté de Neuchâtel, quoique alliée de certains cantons, ne fait pas partie de la Confédération et n'a donc pas été envahie par la France. En 1806 toutefois, le prince de Neuchâtel, Frédérique-Guillaume III de Hohenzollern, roi de Prusse, cède Neuchâtel à Napoléon en échange du Hanovre. Napoléon maintient le statut de principauté, sous la souveraineté du maréchal Berthier, qui devient prince et duc de Neuchâtel. Pendant cette période, la Suisse est un protectorat français qui connaît une période de stabilité et de paix bien que son industrie soit durement touchée par les effets du blocus continental et de la mobilisation pour la Grande Armée.

## Avant la Révolution helvétique

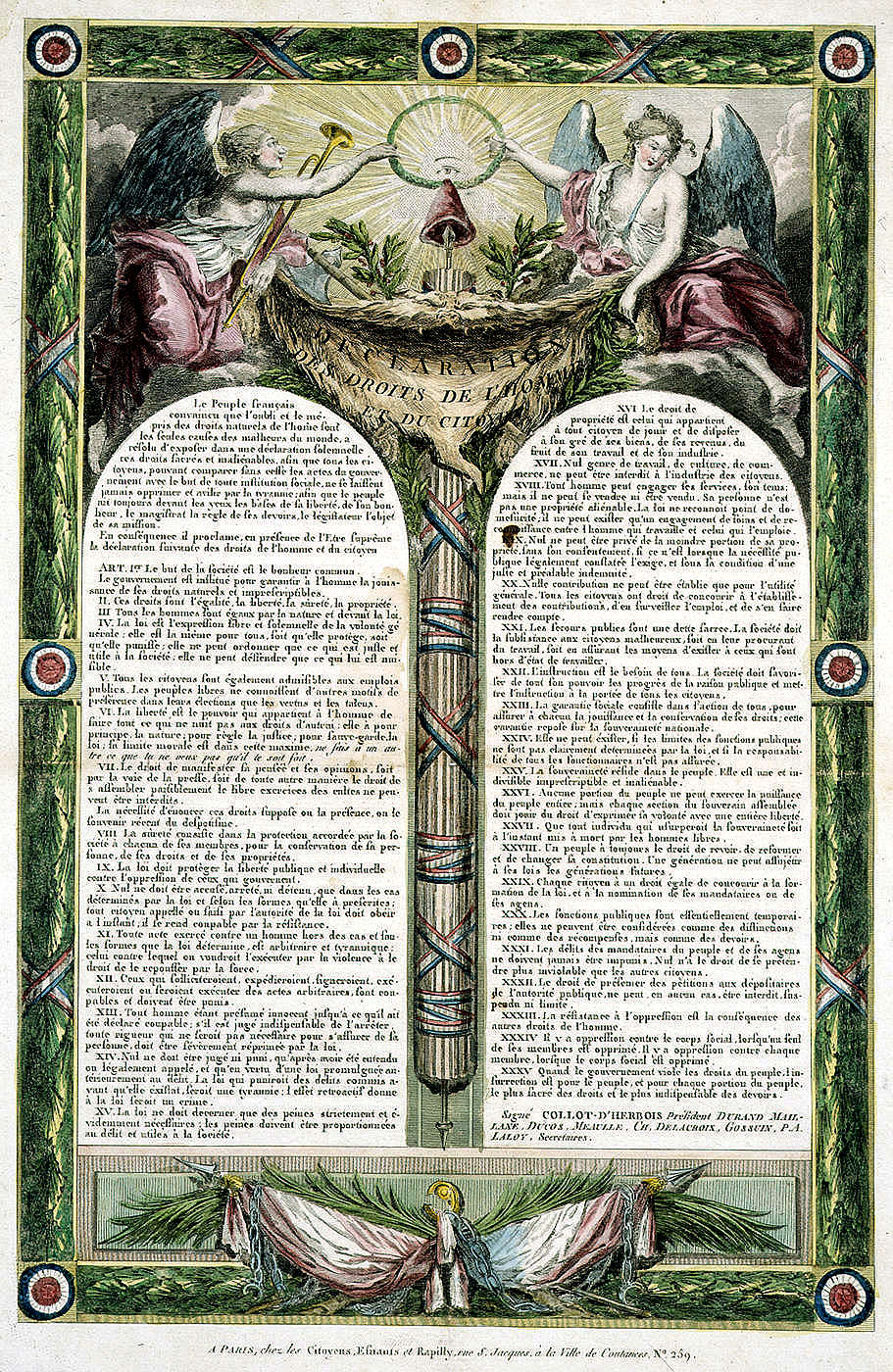
Déclaration des droits de l'homme et du citoyen de 1793.

### La prise de la Bastille vue de Suisse
Les évènements de juillet 1789, en particulier la prise de la Bastille le 14 juillet, bien que connus quasiment immédiatement en Suisse par le biais de la presse, n'ont que peu de répercussions. Les seules mesures prises par le canton de Berne, limitrophe de la France, sont d'interdire la vente d'armes, de poudre et de munitions ainsi que de déployer des forces militaires le long de la frontière avec la Franche-Comté.
Les nouvelles venant de France sont largement commentées dans la société, en particulier grâce aux mercenaires de retour de Paris, ainsi que par la presse étrangère et locale même si plusieurs cantons, dont celui de Berne dès septembre 1790, mettent en place une censure des journaux. Cette censure s'applique à la fois à l'importation des nombreux journaux français, qui ont vu le jour à la suite de la libéralisation de la presse votée le 26 août 1789 avec la déclaration des droits de l'homme et qui sont importés en Suisse, et à ceux qui sont imprimés localement par les libraires, en particulier ceux de Lausanne − ville qui acquiert une réputation de « séditieuse » aux yeux des autorités bernoises.
Les autorités vont toutefois, dans les années qui suivent immédiatement le déclenchement de la Révolution française, faire quelques gestes symboliques en faveur d'une plus grande égalité : sans aller jusqu'à soutenir les idées de Charles de Müller-Friedberg qui propose la suppression du statut de sujet dans l'évêché de Saint-Gall, la ville de Bâle abolit le servage en 1790 et celle de Berne accorde la bourgeoisie à une petite trentaine de familles du Gros-de-Vaud et de Morat. De son côté, la République de Mulhouse, alors alliée de la Confédération tout comme le Valais, Genève ou l'évêché de Bâle, vote sous la contrainte le 15 mars 1798 pour son adhésion à la nouvelle République française, abandonnant son indépendance.

### Émigrés français en Suisse et communauté suisse en France

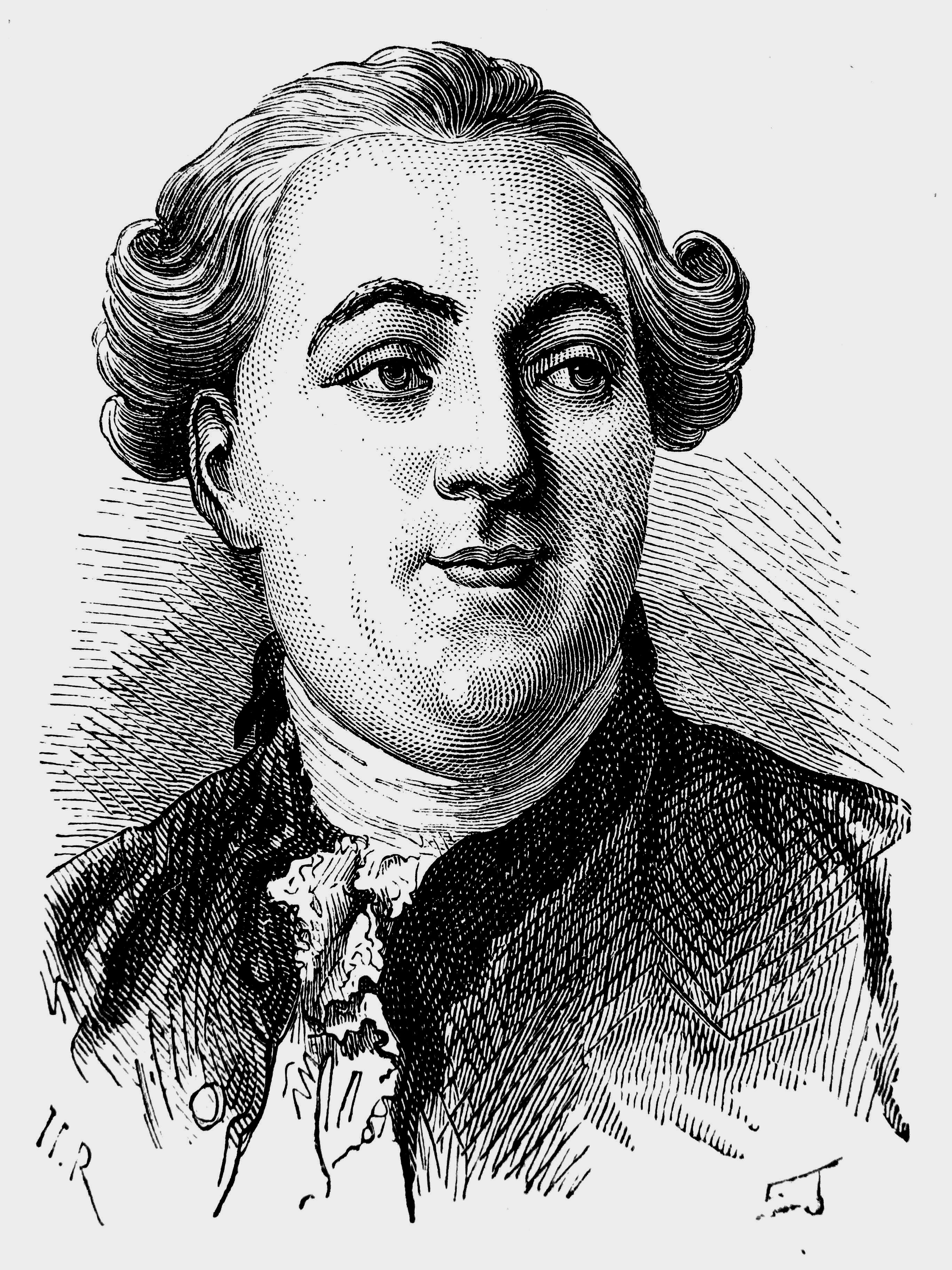
Portrait de Jacques Necker.

Dès 1789, des réfugiés politiques français, appartenant principalement à l'aristocratie ou au clergé et rapidement appelés « émigrés » par les autorités, affluent en Suisse romande. Ces émigrés sont répertoriés dans des listes, et des commissions cantonales ad hoc sont mises sur pied pour réglementer le droit d'asile et délivrer les permis de séjour. Ces émigrés s'installent, pour des raisons linguistiques, dans les pays de Vaud et du Valais, ainsi que dans les régions de Neuchâtel, Soleure et Fribourg où un recensement en dénombre 3 700. Si la majorité des émigrés vivent retirés et rentrent dans leur pays dès que possible, certains profitent du laxisme relatif des autorités cantonales pour tenir des réunions secrètes et y lancer différentes intrigues politiques contre-révolutionnaires. Devant les demandes répétées de la France, des émigrés sont expulsés de la Confédération en 1798.
À l'inverse, plusieurs Confédérés ou ressortissants de cités alliées, comme Genève ou Neuchâtel, vont jouer un rôle dans le déclenchement de la Révolution française, puis dans son déroulement, souvent pour la soutenir, parfois pour en contenir les excès — Étienne Clavière, Jean-Paul Marat ou encore Jacques Necker et sa fille Germaine de Staël, soit pour la combattre comme les militaires Pierre Victor de Besenval de Brünstatt et Louis-Auguste d'Affry ou le journaliste Jacques Mallet du Pan.
Une importante communauté helvétique ou genevoise est en effet réfugiée à Paris depuis l'échec de la révolution genevoise de 1782. En 1790 est fondé un « Club helvétique de Paris » qui ne sera actif qu'un peu plus d'une année. Fondé par un marchand de vin, il commence par critiquer le système aristocratique des cantons et s'active dans les casernes des gardes suisses avec une certaine efficacité. Les membres fondateurs sont rapidement rejoints par des réfugiés fribourgeois arrivés à la suite du soulèvement Chenaux, dont l'avocat Jean Nicolas André Castella qui devient l'un des rédacteurs du club. Le principal succès du club est d'obtenir de l'Assemblée nationale, le 20 mai 1790, la libération de deux galériens fribourgeois. Cependant, déserté par ses membres et confronté à des dissensions opposant les dirigeants, le club ferme ses portes le 3 août 1791.

### Divisions internes et premières agitations
Les premières véritables réactions éclatent dans les régions frontalières de la France et fortement industrialisées ou pratiquant une agriculture spécialisée, telles que le pays de Vaud, la région bâloise, la campagne de Schaffhouse et le Valais. Ces manifestations prennent plusieurs formes, allant des plus symboliques telles que le port de la cocarde ou les chants de la chanson "ah ! ça ira" jusqu'aux plus sérieuses telles que la revendication de droits sociaux et les batailles rangées avec la police locale.
Dans le canton de Vaud par exemple, la commémoration de la prise de la Bastille est célébrée en 1790 et 1791 par la tenue de banquets qui deviennent rapidement suspects aux yeux des autorités bernoises. Celles-ci interdisent alors tout rassemblement et toute manifestation publique, à l'exception de la fête des vignerons de Vevey, tout en instituant une commission d'enquête chargée d'enquêter sur les « troubles » locaux. Cette commission fait arrêter, entre la fin de 1790 et la mi-1791, un pasteur protestant, deux organisateurs de banquets qui seront enfermés quelques mois au château de Chillon, ainsi qu'Amédée de la Harpe qui est condamné à mort par contumace avant de rejoindre l'armée de la République Française où il deviendra général.
Le Bas-Valais, alors sujet du Haut-Valais, connaît à son tour une série de désordres, dont celui provoqué par Pierre-Maurice Rey-Bellet, qui deviendra une figure de l'historiographie valaisanne sous le nom du « Gros-Bellet », le 8 septembre 1790 à la foire de Monthey. L'année suivante, une conjuration menée par une trentaine d'hommes du Val d'Illiez vise à prendre le pouvoir en exécutant, lors d'une opération de commando fixée au 8 février 1791 plus de 160 notables ; l'opération est cependant découverte par les autorités et les sept meneurs sont exécutés le 19 novembre 1791 par décapitation. Pour l'histoire, les conjurés avaient prévu de pendre leurs victimes à des crochets sur le pont de Monthey, d'où le nom de « conjuration des Crochets » que prit cet épisode dans l'histoire locale.
Enfin, devant les troubles qui agitent la principauté bâloise, le prince-évêque de Bâle Sigismond de Roggenbach envoie, au début de l'année 1791, un émissaire à Vienne pour demander l'aide de l'empereur Léopold II d'Autriche. Celui-ci envoie des troupes qui occupent Porrentruy dès le 18 mars 1791. Outre une augmentation des troubles locaux, cette occupation provoque une réaction militaire de la France, en application du traité de 1780, sous la forme d'une invasion du territoire épiscopal quelques jours seulement après la déclaration de guerre à l'Autriche au printemps 1792. Ce territoire devient, pendant quelque temps, la République rauracienne avant d'être rattaché à la France en mars 1793 pour former le département du Mont-Terrible.

## Révolution helvétique

### Guerre de 1792 à 1797

Prise des Tuileries et massacre des gardes suisses (huile sur toile de Jean Duplessis-Bertaux, fin du XVIIIe siècle, château de Versailles).

Lorsque la France déclare la guerre à l'Autriche le 20 avril 1792, une grande partie de l'Europe se trouve, par le jeu des alliances, entraînée dans le conflit. 

Le 28 avril 1792, Porrentruy est occupée par le général Custine.
La Diète fédérale, de son côté, proclame le 13 mai à Frauenfeld sa neutralité dans le conflit et ordonne la mobilisation des troupes confédérées à la frontière bâloise. Cette neutralité sera respectée pendant les cinq ans de la guerre par les différents protagonistes. Pour la première fois de l'histoire, la Confédération profite de sa neutralité officielle pour offrir ses bons services et propose la ville de Bâle comme terrain de négociation entre les belligérants. De fait, sur les cinq traités signés en 1795 et qui mettent fin à la guerre, deux d'entre eux (entre la France et la Prusse pour l'un puis entre la France et l'Espagne pour l'autre) le sont à Bâle dans la villa de Peter Ochs, alors grand-maître des corporations de la ville.
Pour la population suisse, et bien plus que les autres faits de guerre, les évènements du 10 août 1792 et surtout le massacre aux Tuileries de 300 des 800 à 900 gardes suisses chargés de la défense du roi ont un fort retentissement et exacerbent le débat entre les partisans de l'entrée en guerre contre la France et ceux de la neutralité. Conséquence du massacre, l'Assemblée nationale française licencie l'ensemble des régiments suisses au service de la France le 20 août et rompt ses relations diplomatiques avec la Suisse le 15 septembre. En 1821, le monument du Lion de Lucerne, créé par le Danois Thorwaldsen, sera érigé en mémoire des gardes suisses tombés à cette occasion.
Lors de la retraite en octobre 1796 de l'armée du général Moreau, 12 000 hommes sont mobilisés pour surveiller la frontière que longent les troupes françaises et ce afin d'éviter une violation du territoire suisse. La même année, la Diète fédérale reconnaît officiellement la République française ainsi que son représentant, l'ambassadeur François Barthélemy, en poste depuis 1792 jusqu'alors à titre officieux.
La victoire française d'octobre 1797, confirmée par le traité de Campo-Formio, marque la fin du système politique de balance entre la France et l'Autriche qui avait assuré la survie de la Suisse pendant les siècles derniers : le pays entre dès lors totalement dans la sphère d'influence de la France qui, en décembre 1797, prend possession de la partie sud de l'évêché de Bâle. Le même traité enlève à la Suisse les régions de la Valteline, de Bormio et de Chiavenna qui sont données à la République cisalpine nouvellement créée.

### Révolution genevoise

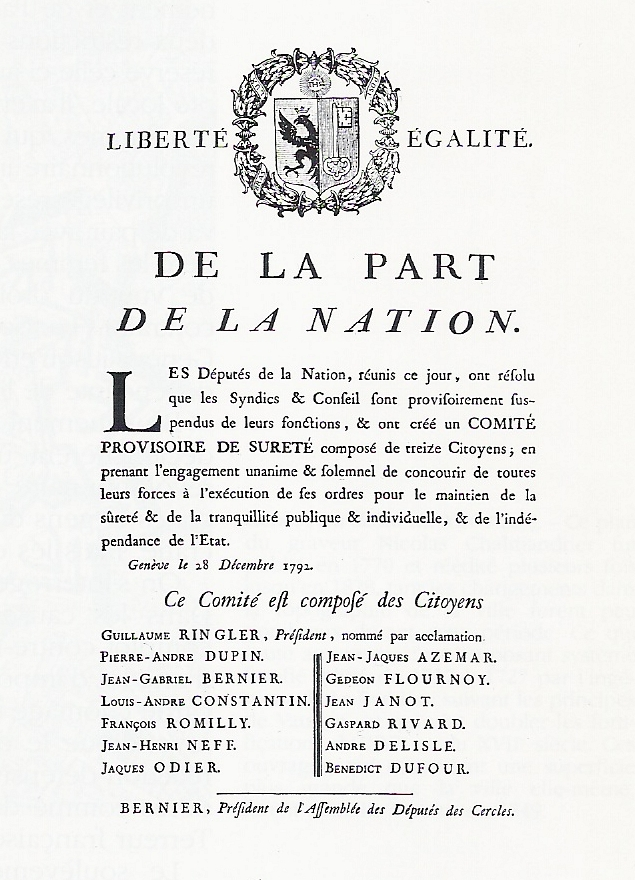
Première proclamation du gouvernement révolutionnaire de Genève du 28 décembre 1792.

À Genève, les troubles vont en augmentant, malgré l'introduction le 14 novembre 1791 du « Code genevois », revendiqué par la population de la ville depuis plus de 50 ans et qui introduit l'égalité politique de tous les citoyens. Après l'entrée des troupes françaises en Savoie sans déclaration de guerre le 23 septembre 1792, le colonel Guillaume-Bernhard de Muralt, nommé général de l'armée suisse par la Diète, conduit une armée confédérée formée principalement de troupes bernoises jusque dans les murs de Genève où elles prennent garnison le 30 septembre 1792 en réponse à la demande d'aide formulée par le gouvernement de la République genevoise. Pendant près de deux mois, les armées françaises, stationnées à Carouge et à Sierne et commandées par le général de Montesquiou, et les armées suisses, dont le quartier général se trouve à Nyon, se retrouvent face à face. Après de laborieuses négociations, les troupes suisses se retirent le 27 octobre à la suite de la signature d'un accord aux termes duquel la France s'engage à ne pas occuper Genève.
Toutefois, les troubles reprennent en ville à la suite de la publication par la Convention nationale française le 19 novembre 1792 d'un décret qui promet « fraternité et secours à tous les peuples qui voudront recouvrer la liberté ». Ces troubles culminent avec l'éclatement de deux insurrections les 4 et 28 décembre 1792 où les Conseils patriciens sont abolis et le pouvoir délégué à des comités provisoires jusqu'au vote de la nouvelle constitution, le 5 février 1794, qui déclare l'égalité politique pour la totalité de la population à l'exception notable des catholiques. À la suite de l'approbation de la constitution, la tension monte entre les nouvelles autorités et les tenants de l'Ancien Régime qui souhaitent ouvertement la défaite militaire de la France et le retour à l'ordre politique antérieur. À partir de l'été 1794, plusieurs tribunaux révolutionnaires sont instaurés et condamnent plus de 400 personnes à des peines de prison, à des bannissements ou même, dans une quarantaine de cas, à la peine de mort, parfois par contumace comme pour François d'Ivernois, sur le modèle de la Terreur française. Ces procès ne cesseront qu'avec la chute des Montagnards parisiens.

### Saint-Gall et Zurich

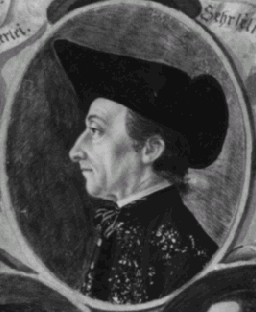
Portrait de Johannes Künzle.

Outre Genève, deux autres régions connaissent des troubles révolutionnaires, diversement couronnés de succès.
Tout d'abord, la région de l'Alte Landschaft (« Ancienne terre » en allemand), appartenant à l'abbaye de Saint-Gall, voit surgir un mouvement de revendications concernant des réformes politiques et fiscales, alors même que le territoire n'a pas de frontière commune avec la France. Ce mouvement, conduit par le notable Johannes Künzle, obtient du populaire abbé de Saint-Gall Beda Angehrn un accord appelé Gütlicher Vertrag (« Traité à l'amiable » en allemand) qui est adopté lors d'une Landsgemeinde qui se tient le 23 novembre 1795 et qui supprime le servage tout en cédant aux communes plusieurs droits politiques. Après la mort de l'abbé en 1796, la remise en cause du traité par son successeur provoque de nouvelles tensions qui aboutissent à une marche des paysans sur l'abbaye le 18 février 1797, obligeant à nouveau les ecclésiastiques à négocier pour calmer le jeu jusqu'au déclenchement de la Révolution helvétique où les anciennes terres se déclarent libres.
La seconde affaire secoue le canton de Zurich et oppose la ville à la campagne qui réclame une égalité de droits et de traitements. Pendant l'été 1794, les autorités de la commune rurale de Stäfa rédigent une pétition adressée aux autorités cantonales, qui exprime (sur un ton très respectueux) plusieurs revendications. Les autorités de la ville font saisir et détruire les copies de ce document et condamnent leurs auteurs au bannissement. Cependant, quelques mois plus tard, une copie du pacte de Waldmann, rédigé en 1489 et qui confirme les droits et franchises réclamées dans le mémorial de Stäfa, est découverte à Küsnacht. Les autorités répriment sévèrement la fête populaire organisée à cette occasion et près de 2 000 militaires sont envoyés sur place : six personnes sont condamnées à la détention à perpétuité alors que 260 autres écopent de peines plus légères. L'intervention d'Henri Pestalozzi, un temps soupçonné d'être l'un des auteurs de la pétition, ne fait pas plier la justice malgré un mémoire adressé aux autorités zurichoises dans lequel il défend le droit des campagnards à revendiquer une égalité de traitement avec la ville et qu'il signe « Pestalozzi, citoyen zurichois et citoyen français ».
Dans tous les cas de soulèvements, le mouvement révolutionnaire local reçoit l'aide et le soutien d'une partie de l'aristocratie locale qui souhaite des réformes ainsi que d'une partie du clergé (protestant et catholique) ; les membres de l'ancienne élite politique et les théologiens en faveur des réformes vont devenir, quelques années plus tard, autant de piliers politiques, sociaux et militaires des nouvelles structures desquelles l'Église ne sera jamais exclue, contrairement à ce qui se passe alors en France à la même époque.

### Révolution vaudoise

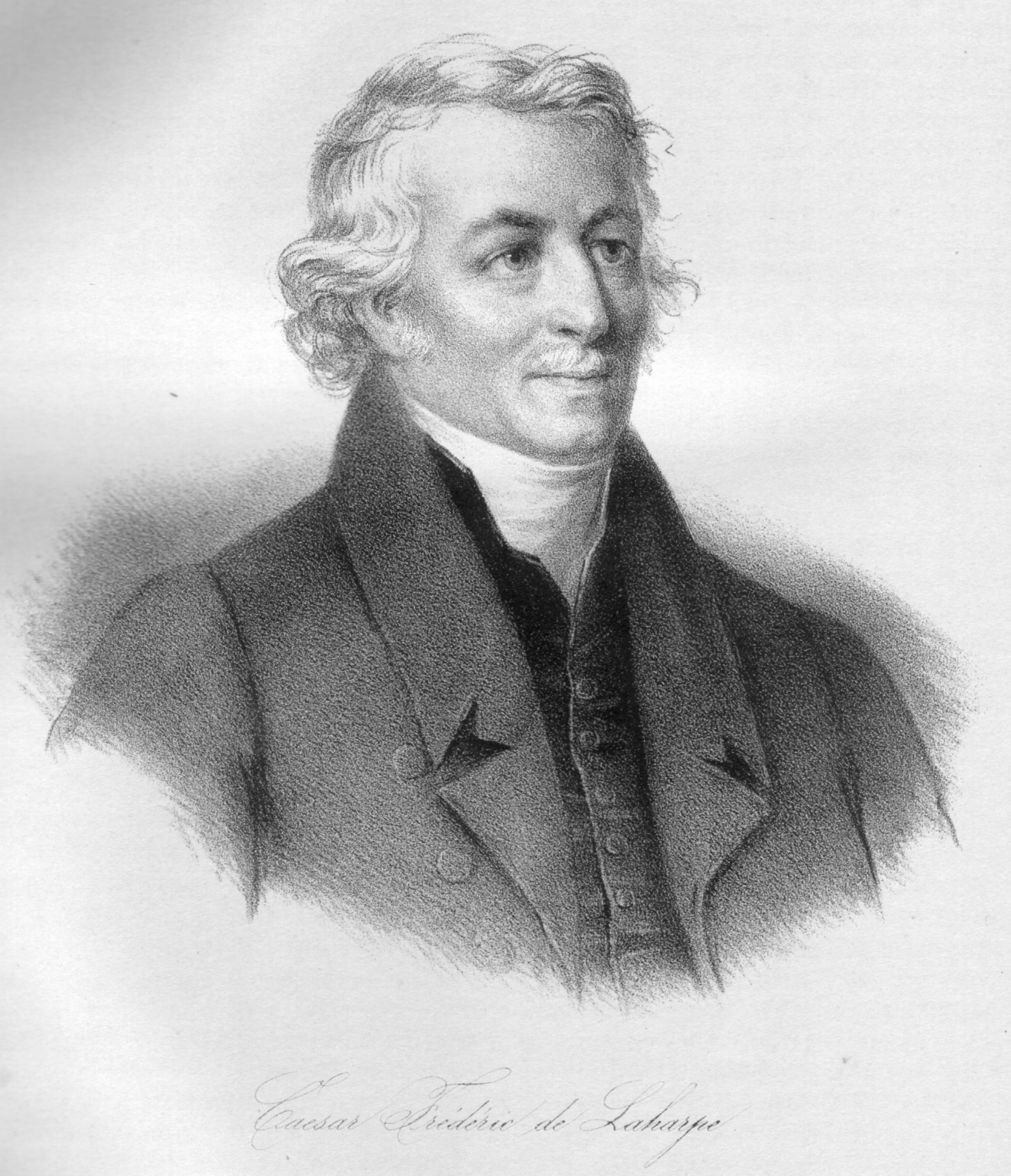
Portrait de Frédéric-César de la Harpe.

Après Genève, c'est le pays de Vaud qui se révolte à partir de 1797. Cette révolution principalement menée par Frédéric-César de La Harpe, Henri Monod et Jean-Jacques Cart vise deux buts distincts : l'indépendance vis-à-vis de l'occupant bernois et le maintien de Vaud comme canton suisse. Bien qu'aidée financièrement par la France, elle n'est pas dirigée par Paris et constitue bien un évènement endogène initié par les élites locales pour protester contre différentes manœuvres bernoises visant à réduire le pouvoir local.
Après avoir rencontré à plusieurs reprises le général Bonaparte qui avait été accueilli en héros à Genève, Lausanne et Bâle lors de sa traversée de la Suisse en novembre 1797, Frédéric-César « Laharpe » (comme il se fait alors appeler), exilé à Paris, fait paraître en décembre 1797 une brochure dédiée « aux habitants du Pays de Vaud, esclaves des oligarques de Fribourg et de Berne » dans laquelle il défend l'idée d'une constitution définissant un gouvernement indépendant. Il obtient du Directoire, le 28 décembre 1797, la protection officielle de la France pour le pays de Vaud assortie d'une menace d'intervention militaire contre quiconque s'y attaquerait ; cette protection permet aux patriotes de passer à l'action et de présenter, dès le début de janvier 1798, plusieurs pétitions demandant la tenue d'états généraux pour régler les griefs entre les communes de Vaud et Berne sans devoir passer par l'intervention d'une puissance étrangère.
Dans le même temps, le Bâlois Peter Ochs, également exilé à Paris, rédige un projet de constitution helvétique qui, fondée sur le droit constitutionnel français, définit une nation étatique et unitaire sans aucun fédéralisme, et qui s'inspire du modèle des États-Unis d'Amérique dans son système bicaméral. En Suisse, le 10 janvier 1798, est créé à Lausanne un « comité des réunions » ayant pour but de mettre sur pied des autorités politiques aptes à diriger le pays de Vaud. De ce comité émerge, le 18 janvier, sous la présidence de Jean-Louis de Bons, un « comité central » de 20 membres représentant les villes et les principales communes du pays.

Blason du canton de Vaud.

Le 10 janvier, un commando de Vevey prend d'assaut le château de Chillon, symbole du pouvoir bernois, ce qui provoque une accélération des événements : deux proclamations sont publiées simultanément le 23 janvier : l'une, émanant du colonel Franz Rudolf von Weiss, chef de l'armée bernoise, qui déclare la patrie en danger et l'autre, publiée depuis Ferney-Voltaire par le général français Philippe Romain Ménard, qui annonce aux habitants de Nyon qu'il a ordre de les protéger contre toute forme d'agression. Au matin du 24 janvier, le comité central proclame la République lémanique et fait flotter le drapeau vert et blanc avec l'inscription « République lémanique, Liberté, Égalité ». Le terme de « République lémanique », prôné par de la Harpe, ne s'imposera cependant pas, cette république se trouvant annexée quelques années plus tard dans le département du Léman. Le président de l'assemblée Henri Monod ratifie au matin la déclaration d'indépendance vis-à-vis de Berne, ce qui pousse les baillis bernois à quitter le sol vaudois pour retourner dans le canton de Berne sans qu'aucun ne soit blessé ou même menacé.
Bien que la déclaration d'indépendance n'ait jamais été reconnue par les officiels bernois, la révolution vaudoise s'est passée dans le calme, sans aucune effusion de sang et fut selon l'expression de François Jequier « une révolution bourgeoise sans levier populaire » où les bourgeois, qui avaient pris le pouvoir, multiplièrent les gestes en directions des campagnes qui suivirent le mouvement. La seule forme de résistance est la formation d'une unité contre-révolutionnaire appelée « Légion romande » puis « Légion fidèle » qui rassemble, sous le commandement du colonel Ferdinand de Rovéréa, quelque 600 membres pendant les quelques semaines de sa courte existence.

## Invasion française

### Invasion du pays de Vaud et de Berne

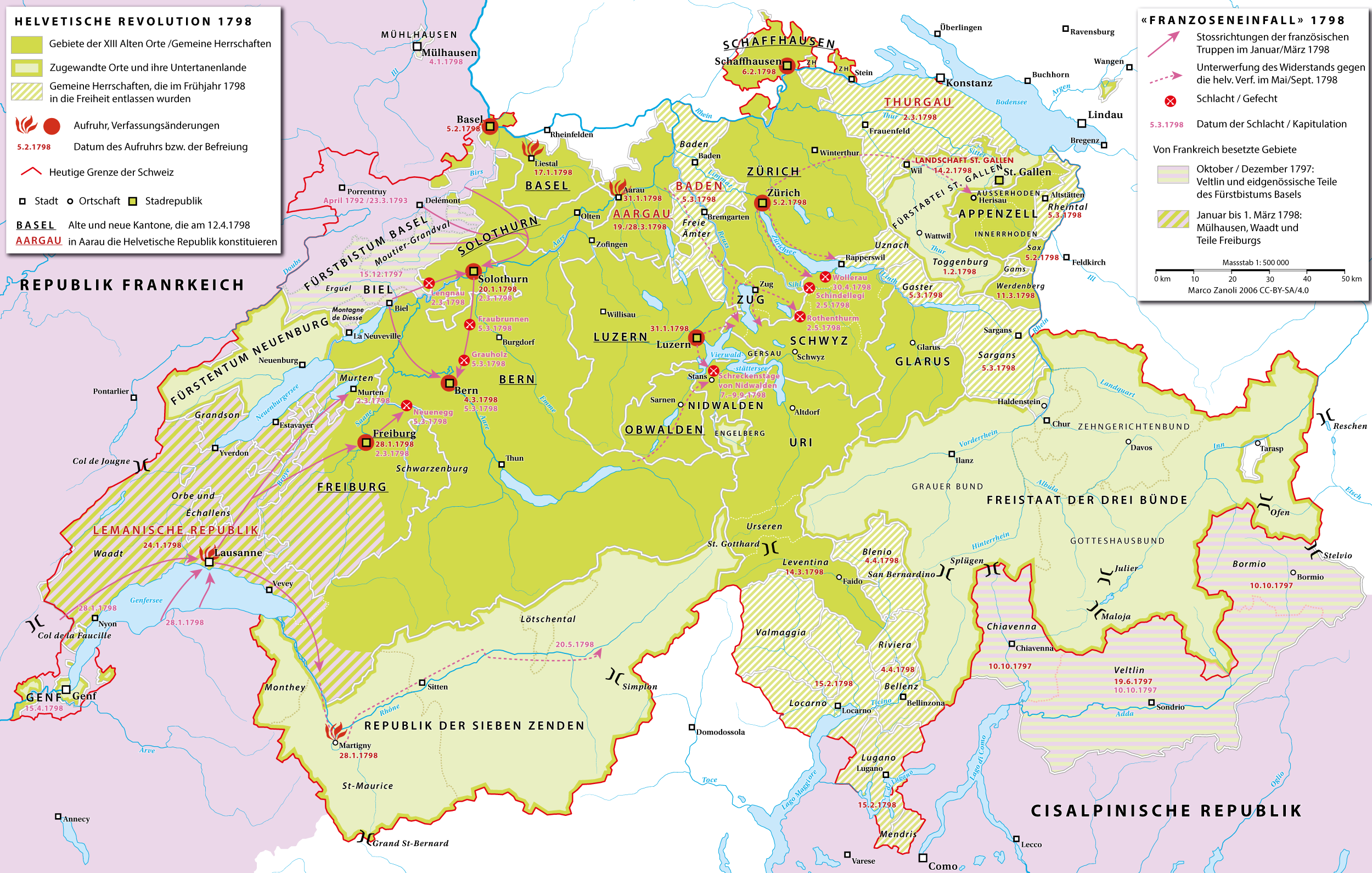
Carte de l'invasion française.

Le 24 décembre 1797, le général français Laurent de Gouvion-Saint-Cyr pénètre en Ajoie et s'empare en quelques jours et sans aucune résistance du val de Saint-Imier, de la vallée de Moutier et de la ville de Bienne, sous prétexte de libérer les populations locales. Pratiquement simultanément, la dernière Diète fédérale s'ouvre le 27 décembre pour réformer la constitution; elle ne parvient qu'à démontrer son inefficacité en raison de la confusion qu'apportent les débats qui s'y tiennent. Au début de l'année suivante, le général Philippe Romain Ménard adresse un ultimatum au colonel von Weiss, chef de l'armée bernoise, pour qu'il se retire du pays de Vaud ; il prend comme prétexte la mort d'un hussard français dans la nuit du 25 au 26 janvier à Thierrens, à la suite d'un malentendu, pour occuper le pays de Vaud dès le 27 janvier 1798, alors que les troupes du général Antoine-Guillaume Rampon traversent le lac Léman depuis Évian-les-Bains pour occuper Lausanne.
Après de nombreuses tractations politiques, le Directoire fait connaître son intention d'établir une république en Suisse, organisée sur le modèle français. De Lausanne, devenue le quartier général des forces françaises, le général Ménard déclare la guerre à la république de Berne et lance ses troupes en direction de l'est. Berne est réduit à la nécessité de se défendre et appelle les autres cantons à son secours. Soleure, Fribourg et Zurich ainsi que les petits cantons centraux envoient des troupes. L'ensemble, environ 20 000 soldats, est réparti en quatre divisions sous les ordres du général Charles Louis d'Erlach nommé commandant en chef de l'armée confédérée par la Diète. Le général Guillaume Marie-Anne Brune prend le 4 février 1798 le commandement des troupes françaises positionnées dans le pays de Vaud et fait réunir ses troupes sur la frontière de Fribourg pendant qu'un corps de l'armée du Rhin, commandé par le général Schauenburg, vient en renfort par le Jura. Brune décide de gagner du temps en proposant des négociations avec les Bernois. Ceux-ci acceptent et une trêve de quinze jours est déclarée en attendant une réponse du Directoire. Ces négociations infructueuses sont frustrantes pour le général d'Erlach qui se voit empêché d'agir par le gouvernement trompé par les promesses françaises. Il propose même sa démission, qui sera toutefois refusée, le 28 février 1798. Brune et Schauenburg concertent un plan d'attaque pour le 1er mars 1798, le jour de l'expiration de l'armistice. Pendant ce temps, Berne hésite tandis que d'Erlach tente de convaincre le sénat bernois de l'autoriser à attaquer, mais l'indécision est totale et les ordres et contre-ordres se succèdent, engendrant la confusion dans les troupes bernoises.

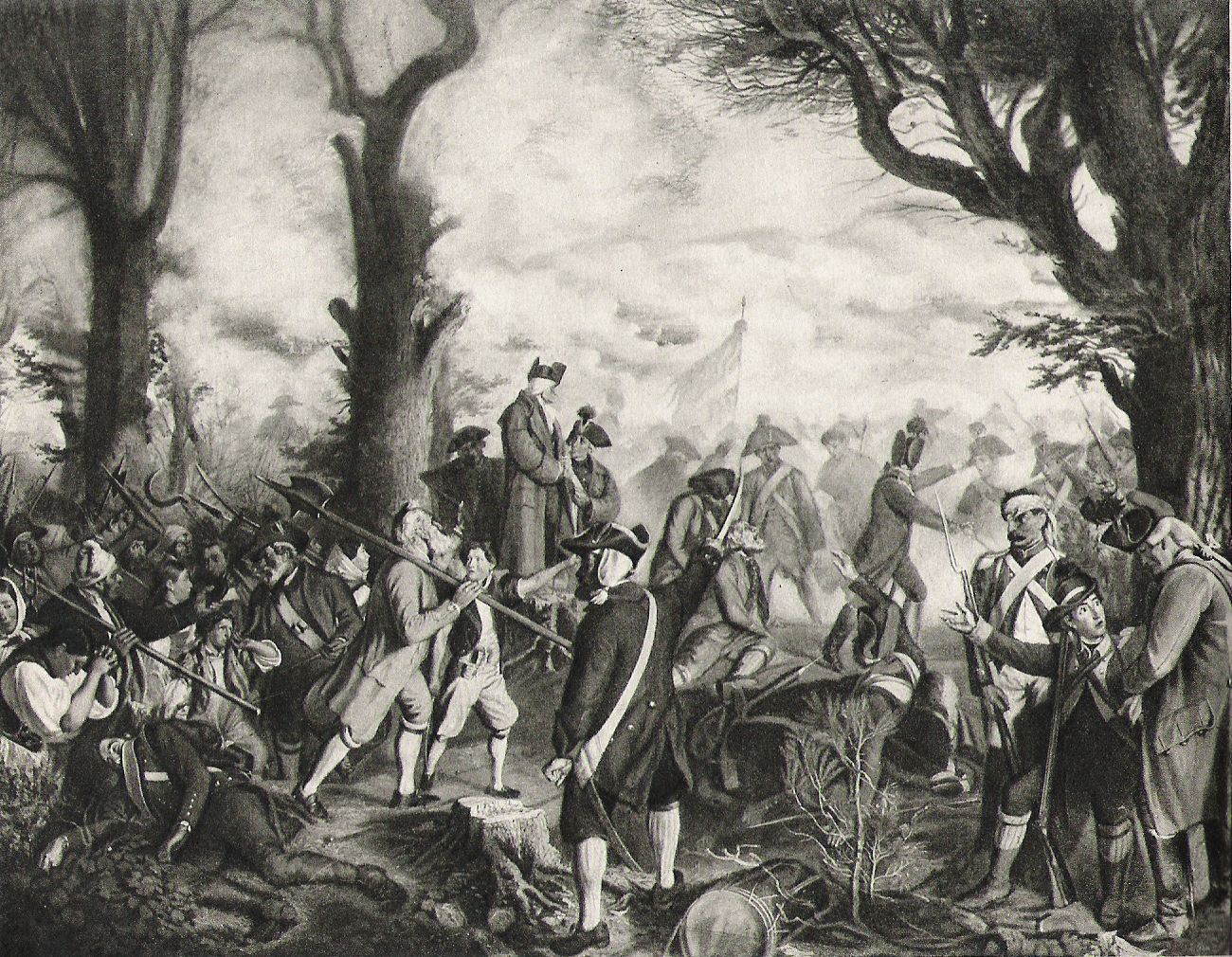
Les derniers jours de l'ancienne Berne, peinture de Friedrich Walthard.

Le 1er mars 1798, comme prévu, l'attaque française est lancée sur toute la ligne. La première bataille de cette guerre, la bataille de Longeau, se déroule le lendemain dès 4 heures du matin. La ville de Fribourg capitule le 2 mars 1798. La ville de Berne capitule à son tour le 4 mars 1798, sans avoir livré bataille, alors que les combats se poursuivent le 5 à Neuenegg, où les Français sont défaits par une troupe bernoise, ainsi qu'à Fraubrunnen et à Grauholz, où les troupes suisses se font battre et se débandent devant les Français. Soupçonnant à juste titre une trahison des officiers supérieurs, un jeune aide-major assassine les colonels Ludwig Stettler et Karl von Ryhiner alors que les troupes françaises pénètrent dans la ville de Berne. Le général d'Erlach, présent à Grauholz, réussit à s'enfuir pour se réfugier dans l'Oberland bernois dans l'idée de rassembler de nouvelles troupes mais il est assassiné à son tour le 5 mars au soir.
En pillant la ville de Berne, les Français récupèrent cinq millions de livres et attribuent trois millions supplémentaires au financement de la campagne d'Égypte du général Bonaparte ; quelque 47 000 livres seront également attribuées au pays de Vaud. Les villes de Fribourg, Soleure, Lucerne et Zurich sont également astreintes au paiement d'un impôt de guerre de 16 millions de livres ordonné par le commissaire français Rapinat dont le nom a alors inspiré un quatrain à l'écrivain Philippe Bridel :
Le bon Suisse qu'on assassine

Voudrait, au moins, qu'on décidât

Si Rapinat vient de rapine

Ou rapine de Rapinat.

### Résistance des Waldstätten

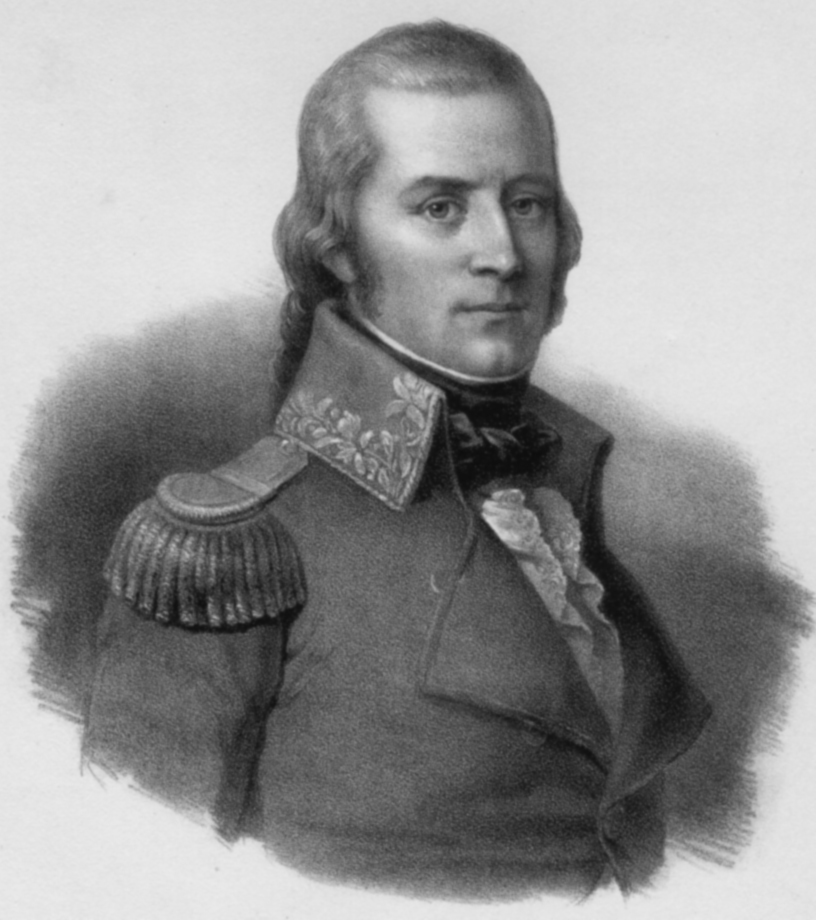
Portrait d'Alois von Reding.

Pendant les mois de mars et avril 1798, plusieurs propositions de systèmes politiques sont étudiées pour la nouvelle Confédération. C'est finalement le gouvernement français qui décide, malgré les vives protestations de La Harpe, de diviser le pays en trois républiques : l'Helvétie qui regroupe le nord du pays, la Rhodanie pour la Suisse romande et le Tessin et la Tellgovie pour la Suisse centrale et les Grisons. Cette décision sera rapidement mise en cause et les trois républiques ne survivront que quelques semaines.
Pendant ce temps, les combats entre l'envahisseur français et les insurgés suisses qui refusent de rendre les armes continuent : les troupes des cantons primitifs, aidés de Zoug et Glaris, réunissent environ 10 000 hommes qui sont placés sous le commandement d'Alois von Reding, jusqu'alors commandant des milices du canton de Schwytz. Les insurgés attaquent à plusieurs reprises les troupes du général Schauenburg, en s'emparant notamment de la ville de Lucerne, jusqu'au 30 avril où ils doivent se replier au nord du canton de Schwytz. Au début du mois de mai, les combats s'intensifient lors des batailles de la Schindellegi, de Rotherthurm et de Morgarten. Un armistice est conclu le 3 mai suivi le lendemain de la reddition sous conditions votée par la Landsgemeinde.
Une nouvelle révolte contre l'occupation française est déclenchée le 7 mai dans le Haut-Valais après que le Bas-Valais a voté à une large majorité pour la réunion du Valais à la République helvétique. Partant du district de Conches et avec l'appui du clergé local, les troupes locales descendent sur Sion et Sierre qu'elles occupent sans résistance. Le 17 mai, le général français Jean Thomas Guillaume Lorge commandant une troupe de 3 700 Français et 1 500 Vaudois reprend Sion qui est livrée au pillage et partiellement incendiée. Une centaine de prisonniers sont emmenés comme otages et la ville, l'évêque et la population se retrouvent taxés d'une contribution de 600 000 écus locaux soit environ 1 800 000 livres françaises.
La dernière révolte vient, à la fin août 1798, du canton de Nidwald dont les habitants refusent de prêter serment à la nouvelle constitution sous la pression du clergé qui déclare que ce serment équivaut à un sacrilège ; les autorités de la nouvelle république sont renversées le 18 août par 16 000 Nidwaldiens, renforcés d'Uranais et de Schwytzois. Le 9 septembre, les 12 000 Français du général Schauenburg pénètrent dans la ville de Stans après quatre jours de combats. Les troupes françaises massacrent alors environ 300 civils, incendient et pillent la ville ainsi que les villages voisins.

## République helvétique

### Première constitution helvétique

Drapeau de la République helvétique.

La première constitution helvétique est rédigée à Paris par Pierre Ochs et se voit officiellement approuvée le 28 mars 1798 par une assemblée nationale composée d'une centaine de représentants réunis par le commissaire français François-Philibert Lecarlier, remplaçant du général Brune auxquels les représentants d'Uri, de Schwytz, de Nidwald, de Zoug, de Glaris, d'Appenzell, du Togenbourg et de Sargans refusent de se joindre. Elle définit une « République helvétique une et indivisible », sur le modèle de la Constitution française, qui prévoit une nouvelle organisation politique, l'abolition des droits féodaux et l'introduction de certaines libertés (de culte, de la presse ou de la propriété par exemple). D'États indépendants, les cantons ne deviennent que de simples unités administratives dirigés par un préfet sur le modèle des départements français, précisant qu'« il n'y a plus de frontières entre les cantons et les pays sujets, ni de canton à canton ». Le pouvoir central reçoit, de par la constitution, de grandes responsabilités avec, en particulier, l'unification des poids et des mesures, des lois, de l'armée et de la monnaie.
Le franc suisse devient l'unité monétaire de base et remplace les différentes monnaies et les différents systèmes de comptes cantonaux. Le franc, qui vaut 10 batz ou 100 rappen a un poids d'argent fin de 6,619 4 g. Des pièces en argent de 40, 20, 10, 5 batz sont frappées dans les ateliers de Berne, Bâle et Soleure, de même que des doublons d'or valant 32 et 16 francs ; cette unification monétaire échoue toutefois rapidement en raison de la pénurie de métaux précieux.
L'éducation publique obligatoire est introduite sur le plan national par la première constitution helvétique qui reconnaît pour la première fois l'usage de trois langues officielles — l'allemand, le français et l'italien — dans le pays, ce qui provoquera une forte résistance des cantons alémaniques, pour qui la Suisse devait rester un pays germanophone. Le texte prône enfin une stricte séparation des pouvoirs exécutifs et judiciaires et l'instauration d'un État laïc départageant les pouvoirs politiques et ceux de l'Église.
Si la constitution n'utilise à aucun moment le mot « peuple » — dont la classe bourgeoise se méfie et qu'elle tient pour une masse d'ignorants — elle utilise par contre largement celui de « citoyen » défini comme une personne « actuellement bourgeois effectif, soit d'une ville municipale ou dominante, soit d'un village sujet ou non sujet », soit environ 330 000 personnes, ce qui représente environ 20 % de la population. Selon l'article 24 de la constitution, chaque citoyen doit, à l'âge de 20 ans, s'inscrire sur le registre civique et prêter serment « de servir sa patrie et la cause de la liberté et de l'égalité, en bon et fidèle citoyen, avec toute l'exactitude et le zèle dont il est capable... ». La principale responsabilité politique des citoyens est d'élire, parmi eux, le corps électoral donc chaque électeur représente 100 citoyens et dont la moitié seulement est élue par tirage au sort.

### Organisation structurelle

Découpage en cantons de la République helvétique au début de 1798.

La constitution découpe le territoire de l'Helvétique (du nom couramment donné à la République helvétique) en 22 cantons : en plus des 13 cantons existants jusqu'alors sont créés les huit cantons suivants : 
- le canton de Saint-Gall comprenant la ville de Saint-Gall, l'Alte Landschaft et le Toggenburg ;
- le canton de Sargans formé des régions du Rheintal, de Sax, de Gams, de Werdenberg, de Gaster, d'Uznach, de Rapperswil et de March ;
- les cantons d'Argovie et du Léman par séparation du canton de Berne ;
- les cantons de Thurgovie, de Bellinzone et de Lugano formés à partir d'anciens bailliages communs ;
- les cantons du Valais et des Grisons, anciens territoires indépendants.

Le territoire de Genève devient partie intégrante du département du Léman alors que Neuchâtel est détachée de la Suisse tout en restant une principauté prussienne. La capitale du pays, au départ Aarau, devient Lucerne le 22 septembre 1798 pour des raisons de place avant d'être déplacée à Berne en 1799 à la suite de l'occupation autrichienne. Enfin, le 20 septembre 1802, la capitale provisoire passe à Lausanne pour un mois après les révolutions internes.

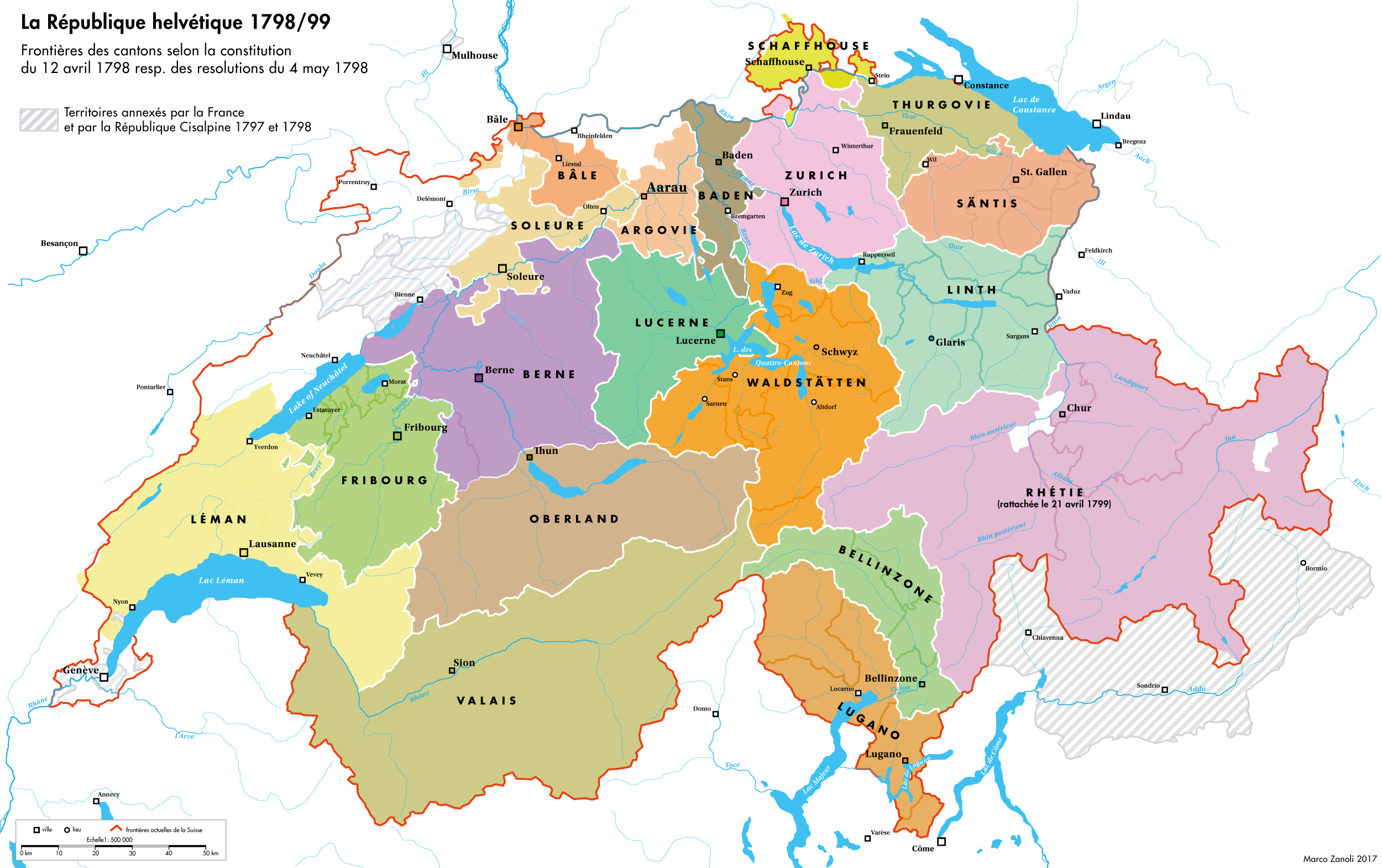
Découpage en cantons de la République helvétique à la fin de 1798.

Pendant les mois qui suivent la signature de la constitution, plusieurs redécoupages territoriaux ont lieu. Le 28 mars, le canton de Berne est à nouveau amputé d'une région par la formation du canton d'Oberland alors que, le 11 avril, le canton de Zoug se retrouve privé des régions de Baden, des Freie Ämter et du Kelleramt au profit du nouveau canton de Baden. Enfin, à la suite de la révolte du canton de Nidwald contre la constitution, les cantons d'Uri, de Schwytz, d'Unterwald et de Zoug sont regroupés au sein du canton de Waldstätten, le canton de Linth regroupe ceux de Glaris et de Sargans et le canton du Säntis ceux d'Appenzell et de Saint-Gall, réduisant ainsi le nombre de cantons à 18.
En 1802, un nouveau changement territorial eut lieu par l'intégration au canton d'Argovie du Fricktal, territoire autrichien cédé à la France par le traité de Lunéville en 1801. Le Valais, fut érigé en république séparée, sous la garantie des républiques française, helvétique et italienne. François-René de Chateaubriand y fut nommé ministre plénipotentiaire, mais déclina cette fonction.

### Organisation politique

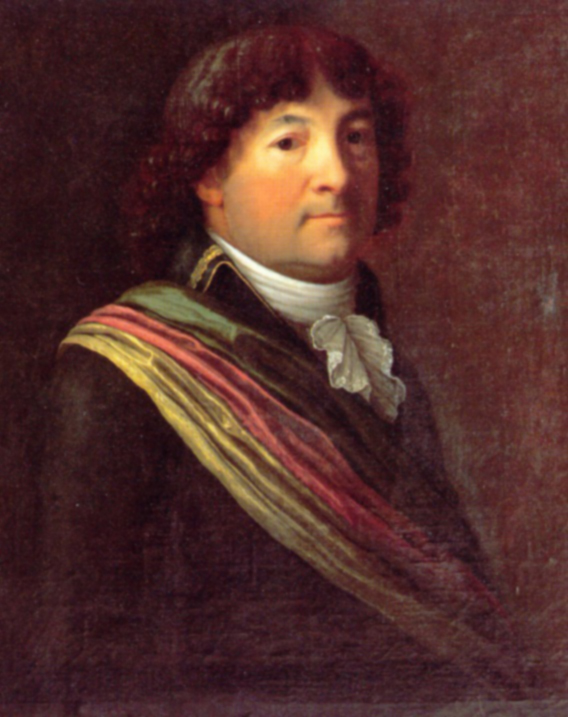
Portrait de Pierre Ochs, l'un des directeurs de la République.

Grande première dans l'histoire politique de la Confédération, la constitution prévoit un pouvoir législatif bicaméral sur le modèle français de la Constitution de l'an III, appelé « Parlement », et dont les membres sont élus par le corps électoral. Le Sénat, chambre haute, est composé de quatre membres par canton et se trouve responsable des modifications de la constitution alors que le Grand Conseil, chambre basse composée de 144 membres élus proportionnellement à la population de chaque canton, élabore les lois qui sont ensuite approuvées ou refusées par le Sénat et inversement. Les membres des deux chambres doivent porter un costume officiel lors de leurs sessions et jouissent de l'immunité parlementaire.
Le pouvoir exécutif de la république est confié, selon la constitution, à un Directoire exécutif constitué de cinq membres, âgés de 40 ans au moins, et élus par le Parlement selon un système complexe qui prévoit un renouvellement annuel de l'un des cinq membres par tirage au sort. Ce directoire dispose de pouvoirs plus étendus que son homologue français.
Les cantons, réduits au rang de simples entités administratives, disposent à leur tête d'un préfet national (appelé en allemand Regierungsstatthalter, soit Lieutenant du gouvernement), qui représente le gouvernement central et est chargé de la nomination de la plupart des fonctionnaires locaux ainsi que de la sécurité locale pour laquelle il peut faire appel aux troupes cantonales. Ces cantons sont divisés en districts, dirigés par des sous-préfets nommés par le préfet.
Le pouvoir judiciaire est exercé pour sa part par un Tribunal suprême formé d'un juge et d'un suppléant par canton renouvelé par quart tous les ans et dont le président est nommé par le Directoire. Le Tribunal suprême est la seule instance à même de prononcer une peine de mort et la torture est officiellement interdite. Aux niveaux inférieurs, des tribunaux de districts de neuf membres ainsi que des tribunaux de cantons, formés de treize juges, sont chargés respectivement des jugements relevant de la correctionnelle et de la police pour les premiers et des jugements pénaux en premier appel pour les seconds.
Pendant les quelques années que dure la République helvétique, trois forces politiques s'affrontent : d'un côté se trouvent les « patriotes » ou « unitaires », amis de la France et qualifiés de jacobins par le camp opposé. De l'autre côté se trouvent les « fédéralistes », partisans de l'Autriche et de l'Angleterre et qualifiés d'oligarques par leurs adversaires. Enfin, au centre, se trouve le troisième camp, celui des « républicains » généralement indécis et appelés « modérantistes » par les deux extrêmes. Pendant toute la période allant jusqu'en 1802, la polarisation gauche-droite du débat politique va s'intensifier au détriment de la voie centrale, alors que les trois camps vont successivement prendre le pouvoir : les « patriotes » de 1798 à 1799, les « républicains » en 1800 puis les « fédéralistes » dès 1802.

### Organisation militaire

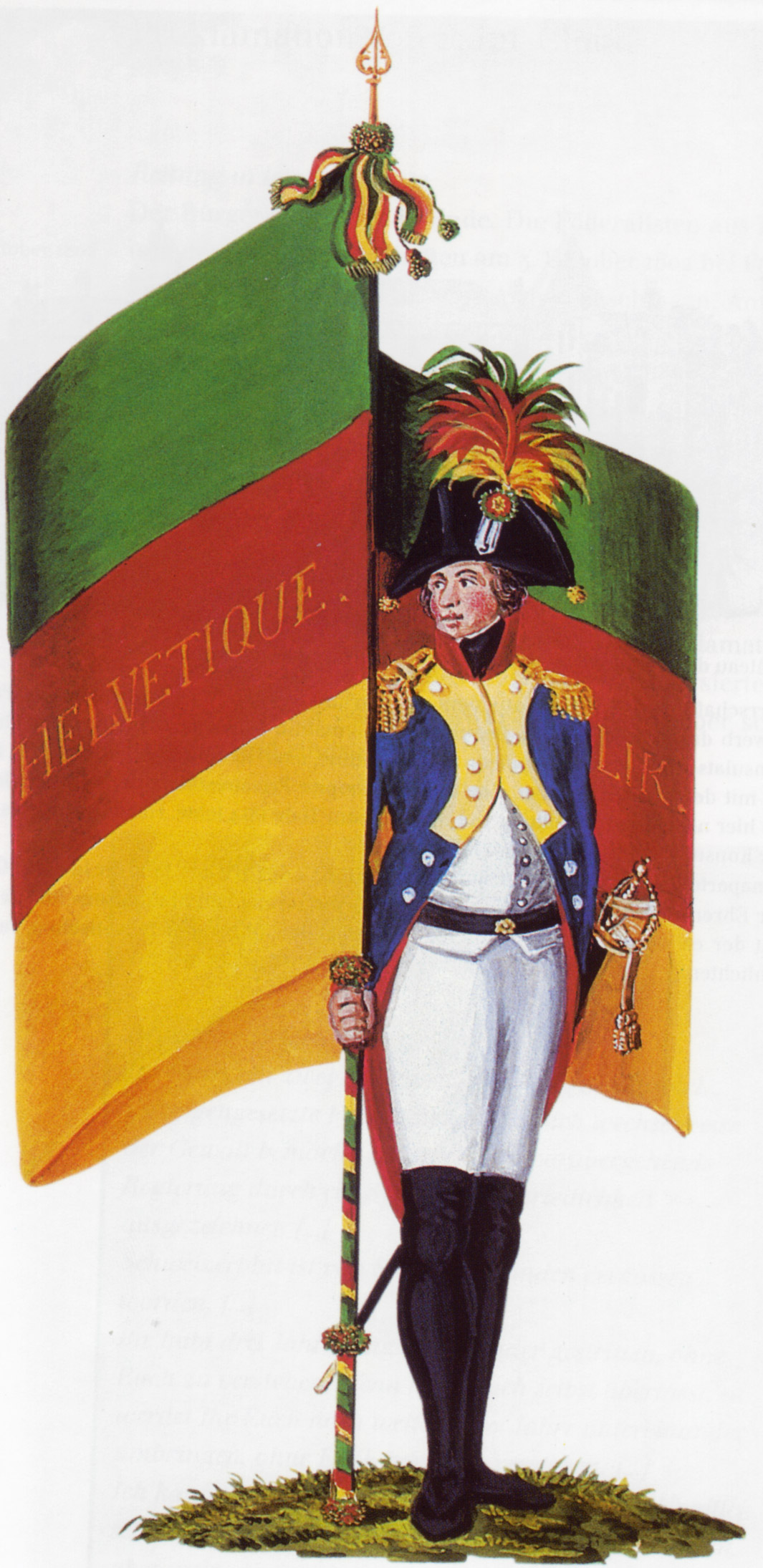
Représentation d'un soldat de la légion helvétique.

En vertu du « Traité de paix et d'alliance offensive et défensive » conclu avec la République française, la République helvétique se doit de mettre sur pied une armée. Le Directoire crée ainsi le 4 septembre 1798 la Légion helvétique principalement destinée au maintien de l'ordre intérieur. Cette troupe permanente devait être initialement composée de 1 500 volontaires répartis en quinze compagnies et dirigées par le général Augustin Keller avant que son effectif ne double selon une loi votée le 7 mai 1799 mais qui ne sera jamais appliquée. Cette légion représente la première tentative au niveau national d'un service militaire obligatoire formant une armée de milice dont l'équipement et l'instruction sont uniformisés.
En parallèle, et selon le trait susmentionné, le gouvernement français réclame dès le mois d'octobre « la mise sur pied de 18 000 hommes » qui doivent être répartis dans six demi-brigades auxiliaires rattachées à l'armée française. Malgré plusieurs déclarations et appels du Directoire, rapidement appuyés par différents règlements et lois, les appels au volontariat ne permettent de réunir que 500 officiers et environ 3 500 hommes. Lors de la campagne d'Italie de 1799 à laquelle elle prend part, l'armée helvétique n'aligne que quelque 5 000 hommes sur les 211 512 attendus par la France.

### Organisation économique

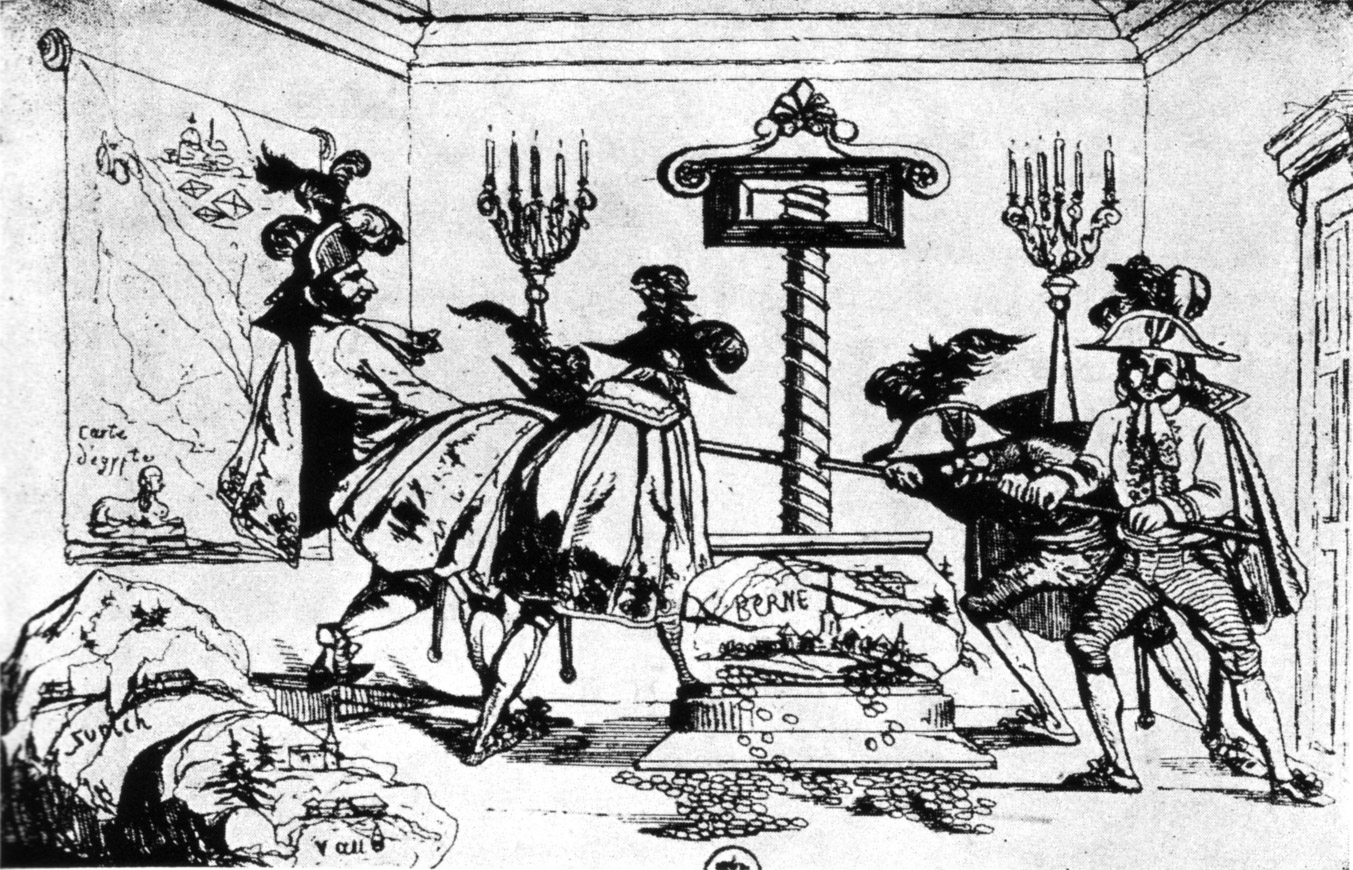
« L'or de la Suisse achètera l'Égypte », caricature française parue en 1798.

Dans bien des régions de campagne, la révolution de 1798 n'a été acceptée que difficilement par les paysans et principalement sur la promesse de l'abolition des dîmes et les cens qui les touchaient depuis le Haut Moyen Âge ; le plan financier visant à compenser cette perte prévoit la vente des biens nationaux et la redistribution des sommes ainsi collectées aux anciens bénéficiaires de droits féodaux. Cependant, dès le début de la République helvétique, les finances publiques deviennent un problème majeur : les saisies financières opérées par les troupes françaises couplées à la guerre de 1799 ont laissé le pays au bord de la faillite.
Dans le but d'assainir les finances publiques, le Directoire décide de nationaliser la fortune des cantons et met sur pied un système d'impôts directs prélevés identiquement sur l'ensemble du territoire : impôts sur le capital, impôts fonciers, taxe d'habitation et taxes de commerce sont ainsi approuvés par le gouvernement qui accompagne ces mesures par la création de plusieurs impôts indirects tels que le droit de timbre ou les taxes sur les boissons et le sel. Ces mesures ne peuvent toutefois pas être appliquées car la nouvelle administration centralisée n'a pas encore eu le temps de se mettre en place : sur les 13,5 millions de francs prévus comme recettes au budget de 1799, seuls 3,8 millions seront récoltés. Et malgré plusieurs mesures très impopulaires qui provoqueront de nombreuses révoltes entre 1801 et 1803, la République helvétique doit suspendre ses paiements dès 1801, se plaçant ainsi en état de cessation de paiement.

## Guerre en Suisse

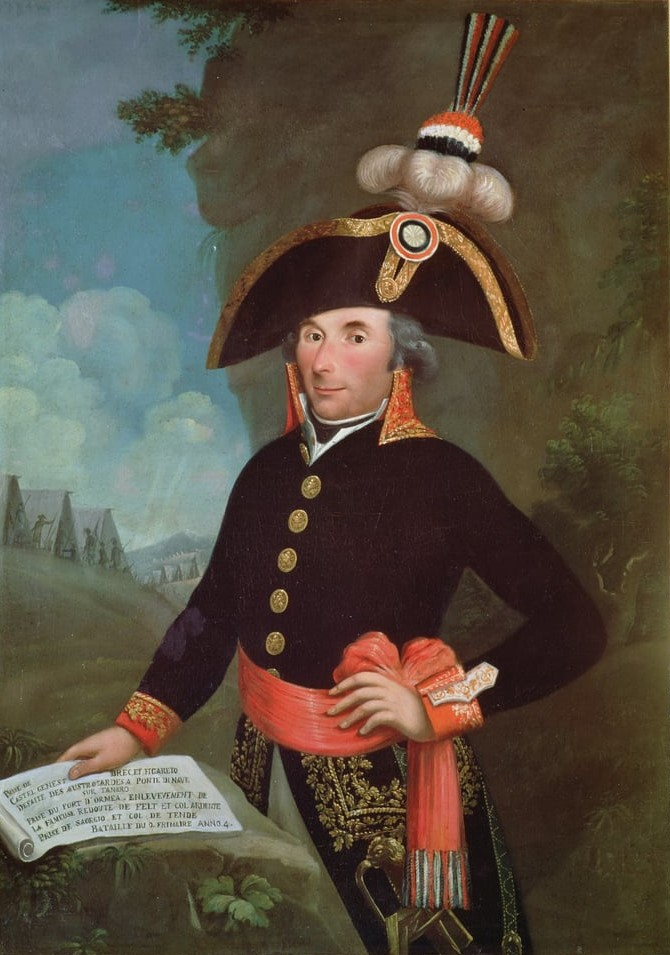
Le général français André Masséna (peinture d'école française).

Malgré sa neutralité officielle, l'alliance militaire offensive et défensive de la République helvétique avec la France et sa position centrale en font une cible pour les alliés qui vont entraîner le pays dans la guerre.

### La guerre des Grisons
Dès mars 1799, l'armée d'Helvétie commandée par André Masséna pénètre dans les vallées des Grisons, qu'il conquiert successivement au prix de nombreux affrontements avec l'armée autrichienne, afin d'assurer la liaison entre les armées du Danube et d'Italie. Le général instaure, le 12 mars, un gouvernement provisoire à Coire et le 21 du même mois permet aux Grisons, jusqu'alors simples alliés de la Confédération, de rejoindre la nouvelle République helvétique comme nouveau canton. Cependant, la victoire de l'archiduc Charles d'Autriche sur le général Jean-Baptiste Jourdan à Stockach le 25 mars permet à l'armée autrichienne du général Friedrich von Hotze, augmentée de quelques milliers d'émigrés suisses, d'entrer en Suisse et de reprendre les Grisons avant de se répandre sur l'ensemble du pays, de Schaffhouse et Saint-Gall jusqu'au Haut-Valais pour faire sa jonction le 22 mai avec l'archiduc Charles, qui, de son côté passe le Rhin à Stein am Rhein le 21. Pendant cette opération, une paysanne grisonne nommée Anna Maria Bühler devient une héroïne locale en retardant la retraite des troupes françaises : selon le journal local, le 3 mai 1799, elle s'était « jetée sur l'attelage tirant les canons français, les retenant jusqu'à l'arrivée des compatriotes, qui purent ainsi prendre les chevaux et les pièces » ; son geste lui vaudra d'être reçue en audience en 1811 par l'empereur à Vienne.

### Les batailles de Zurich

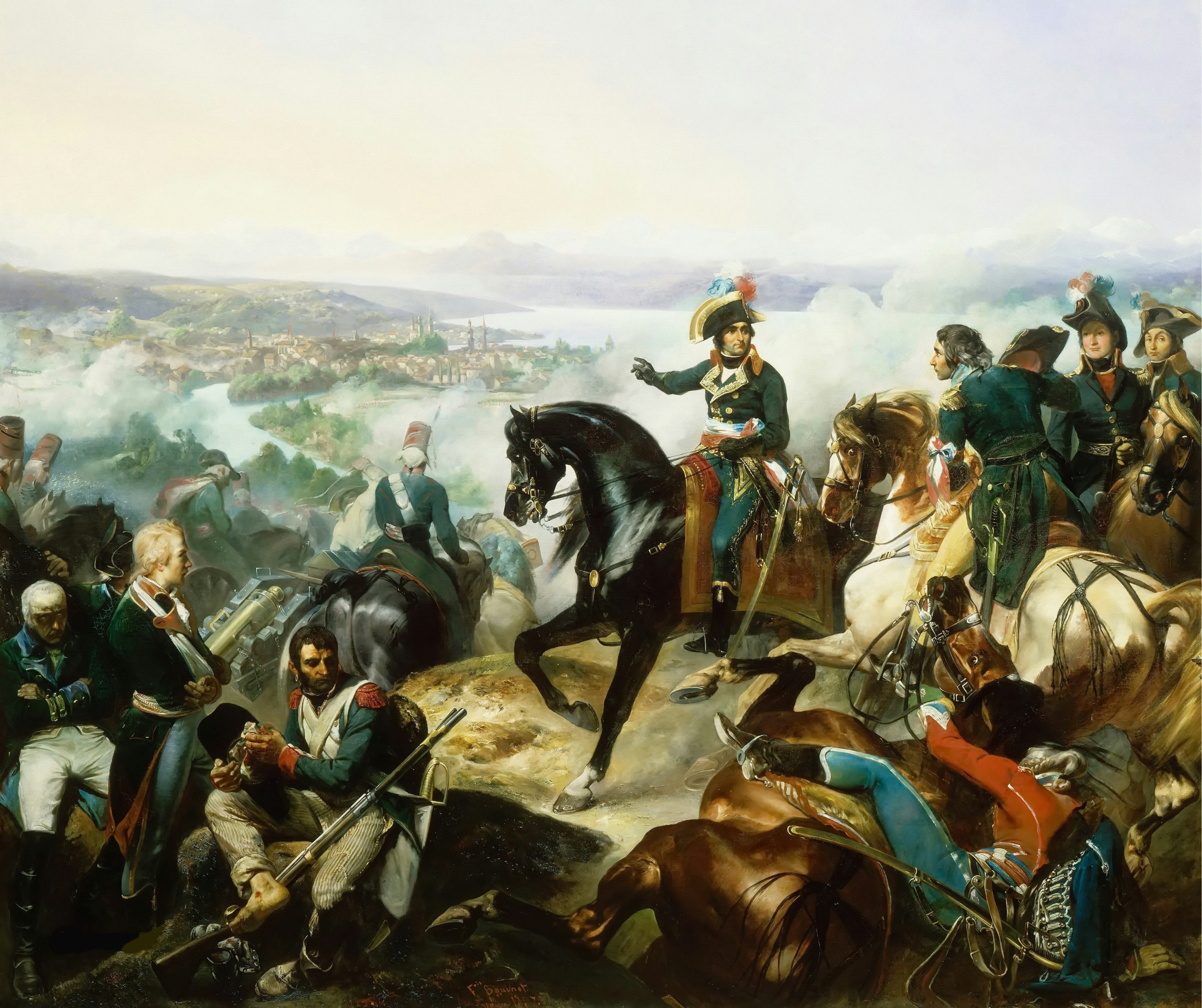
Bataille de Zurich par François Bouchot (1837, collection du château de Versailles).

Devant l'avancée des armées alliées, Masséna se retranche dans la ville de Zurich où la bataille s'engage dès le 4 juin et se poursuit pendant deux jours, après lesquels le général français en net désavantage numérique se retire à l'ouest de la Limmat, laissant l'archiduc Charles pénétrer dans la ville. Les troupes autrichiennes, dans les jours qui suivent, s'emparent encore des cantons de Schwytz, de Glaris, d'Uri et du Tessin, coupant ainsi le pays en deux et forçant les autorités de la république à quitter Lucerne, trop proche des lignes autrichiennes, pour se réfugier à Berne qui devient ainsi la nouvelle capitale du pays.
Alors que le découragement et la déroute financière frappent durement le pays et provoquent plusieurs manifestations populaires dénonçant l'alliance franco-helvétique de 1798, Masséna repasse la Limmat le 3 septembre 1799 et attaque les troupes russes qui ont remplacé les Autrichiens le 26 septembre lors de la deuxième bataille de Zurich qu'il remporte, forçant le général russe Alexandre Korsakov et ses 27 000 hommes à quitter la ville. Dans le même temps, une seconde armée russe commandée par Alexandre Souvorov et arrivant d'Italie par le col du Saint-Gothard est également repoussée par le général Lecourbe et doit quitter le pays par le col du Panix où il perd un tiers de ses hommes. Le 25 septembre, l'armée autrichienne perd le général Friedrich von Hotze lors d'une reconnaissance, ce qui crée le désordre et la confusion chez ses soldats. Ils essaient malgré tout de défendre le village de Kaltbrunn, mais ce dernier est finalement emporté à la baïonnette, mettant en déroute l'armée autrichienne. De fait, dès l'automne 1799, les combats sur le territoire helvétique cessent même si des troupes autrichiennes continuent à stationner dans certaines vallées grisonnes jusqu'au début de 1800.
Les mouvements militaires sur le territoire de la République helvétique provoquent plusieurs soulèvements populaires, soit contre le rétablissement de l'Ancien Régime par les Autrichiens de la part des paysans du nord-est du pays, soit contre la république des Français dans l'ouest du pays et le Haut-Valais dont l'insurrection de mai 1799 est réprimée dans le sang près de la forêt de Finges après quinze jours de lutte. De tous côtés, le retour à la neutralité et la fin de l'alliance offensive avec la France est demandée : Peter Ochs, principal partisan de l'alliance française, est finalement forcé par ses six collègues à démissionner du Directoire le 25 juin 1799.

### Les coups d'État de 1800 à 1802

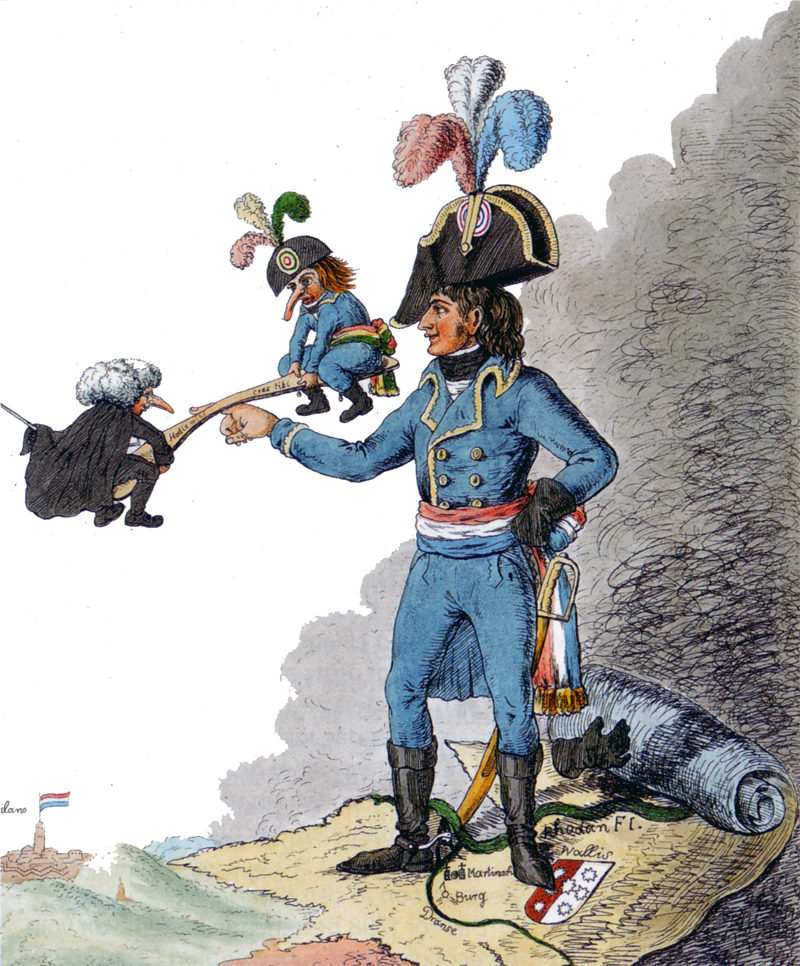
Caricature anglaise de 1802 montrant Napoléon Bonaparte balançant le pouvoir de la République entre les républicains et les aristocrates.

La paix signée le 9 février 1801 à Lunéville marque à la fois la fin de la seconde coalition et la reconnaissance officielle de la République helvétique par l'Autriche. La présence continue de troupes françaises sur le territoire de la République helvétique est largement utilisée par les anciens adversaires de la France, en particulier l'Angleterre (qui utilisera cet argument en 1803 pour rompre la paix d'Amiens) par voie de presse ainsi que par voie diplomatique pour prouver que le premier consul Bonaparte ne respecte pas ses engagements vis-à-vis de ce pays, forçant le gouvernement français à riposter par une campagne de presse expliquant la position française en Suisse.
En parallèle, entre 1800 et 1802, pas moins de quatre coups d'État vont secouer la République helvétique ; si tous se déroulent sans effusion de sang et dans l'indifférence relative de la population, ils démontrent aux occupants français que le gouvernement central de la république n'est pas capable d'atteindre la stabilité nécessaire pour gouverner le pays. Le premier des coups d'État se produit le 7 et 8 janvier 1800 lorsque le Directoire, conduit par le « patriote » Laharpe, est supprimé et remplacé par une « Commission exécutive provisoire » de sept membres parmi lesquels seuls deux anciens directeurs (Dodler et Savary) figurent. Le second coup d'État survient le 7 août 1800 lorsque les deux chambres du parlement sont dissoutes par le gouvernement provisoire et remplacées par un « Conseil législatif » de 43 membres. Le troisième coup d'État voit, le 27 octobre 1801, l'union contre nature des fédéralistes et des autorités françaises pour renverser les autorités en place et pousser au pouvoir Alois von Reding. Enfin, le dernier coup d'État est le fait de la gauche des « patriotes », le 17 avril 1802, qui pousse Reding à la démission et lance l'élaboration d'une nouvelle Constitution.
Dans la nuit du 19 au 20 février 1802 éclate une insurrection dans le pays de Vaud où des paysans locaux, baptisés les « Bourla-Papey » (littéralement brûle-papiers en patois local), mettent le feu aux archives du château de La Sarraz afin de détruire les titres de propriété utilisés par le gouvernement de la République helvétique pour réclamer le paiement des droits féodaux. Cet épisode se répète à plusieurs reprises dans plusieurs châteaux de La Côte et du Gros-de-Vaud jusqu'au début du mois de mai, lorsque les contingents venant de plusieurs villages et menés par Louis Reymond se regroupent à Morges pour préparer une action sur Lausanne où ils pénètrent aux cris de « Paix aux hommes, guerre aux papiers ! » le 8 mai et se heurtent aux forces françaises mobilisées sous les ordres du commissaire Bernhard Friedrich Kuhn qui parvient à négocier un retrait des paysans en l'échange d'un armistice général et de l'abolition des droits féodaux dans les meilleurs délais. Les principaux chefs de l'insurrection seront toutefois condamnés à mort par contumace en juin 1802 par un tribunal spécial dont la décision sera, sous l'influence d'Henri Monod, adoucie par une amnistie le 15 octobre. Cette révolte a été décrite par Charles-Ferdinand Ramuz en 1942 dans son roman La guerre aux papiers.

### La seconde constitution helvétique et la guerre des Bâtons
Dès l'adoption de la constitution, plusieurs projets de modifications sont lancés, principalement pour redonner plus de poids politique aux cantons. Une nouvelle version de cette constitution, appelée « Constitution de la Malmaison » du nom de la résidence du Premier consul où ce texte a été en grande partie rédigé, voit le jour pendant l'année 1802 : cette version, tout en confirmant que « la République helvétique est une », redonne un certain pouvoir aux cantons qui ont chacun une « organisation relative à sa localité et à ses mœurs » ainsi qu'une administration propre.

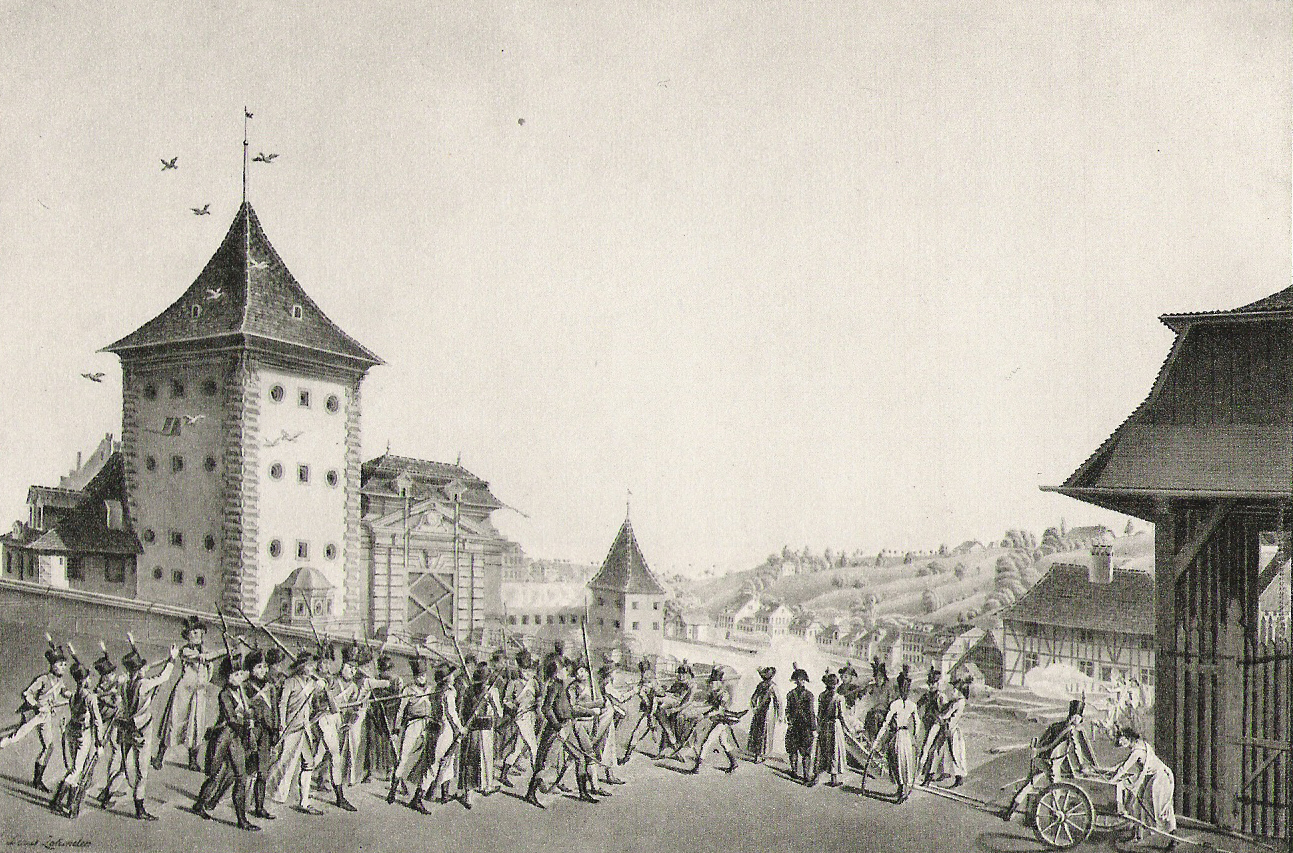
Mort du lieutenant Rudolf von Werdt pendant la guerre des Bâtons par Karl Ludwig Zehender.

Le texte est soumis à la votation populaire (pour la première fois dans le pays), le 25 mai 1802. Officiellement, le texte est approuvé par seize cantons contre cinq et par 167 172 voix contre 92 423 tout en sachant que les abstentions ont été décomptées comme approbation. Devant ce qu'il pense être un retour à la stabilisation dans le pays, le Premier Consul Bonaparte ordonne alors le 25 juillet 1802 à ses troupes de se retirer du territoire helvétique dès le mois d'août de la même année.
Dès le départ des troupes françaises, des soulèvements populaires éclatent dans le canton de Berne et en Suisse centrale où les cantons proclament leur indépendance tout en mettant sur pied une milice de 8 000 hommes commandée par le colonel Bachmann qui va bousculer et vaincre facilement les troupes officielles du gouvernement dans ce qui sera par la suite appelé Stecklikrieg (« Guerre des Bâtons » en allemand) en référence à l'équipement de fortune des troupes insurgées. Un premier combat se déroule le 28 août au col du Rengg, suivi de la marche des insurgés vers les frontières de Vaud et de Fribourg ; le gouvernement helvétique, alors présidé par Johann Rudolf Dolder, quitte Berne pour se réfugier à Lausanne le 19 septembre 1802 dans l'espoir de reprendre l'offensive. Le 3 octobre, les 2 000 hommes des troupes régulières se heurtent aux fédéralistes à Faoug où elles sont battues et doivent se replier sur Lausanne. Le lendemain, le général Jean Rapp, aide de camp de Bonaparte, arrive sur les lieux pour informer les belligérants de la décision de médiation prise par le Premier consul.

## L'Acte de médiation
« Je ne puis ni ne dois rester insensible au malheur auquel vous êtes en proie ; je reviens sur ma résolution ; je serai le médiateur de vos différends ». C'est par ces mots que Bonaparte s'adresse le 30 septembre 1802 aux « Habitants de l'Helvétie ». Cette médiation débouchera, après quelques mois de travail, sur l'Acte de médiation, première constitution de la Suisse moderne.

### La médiation de Bonaparte

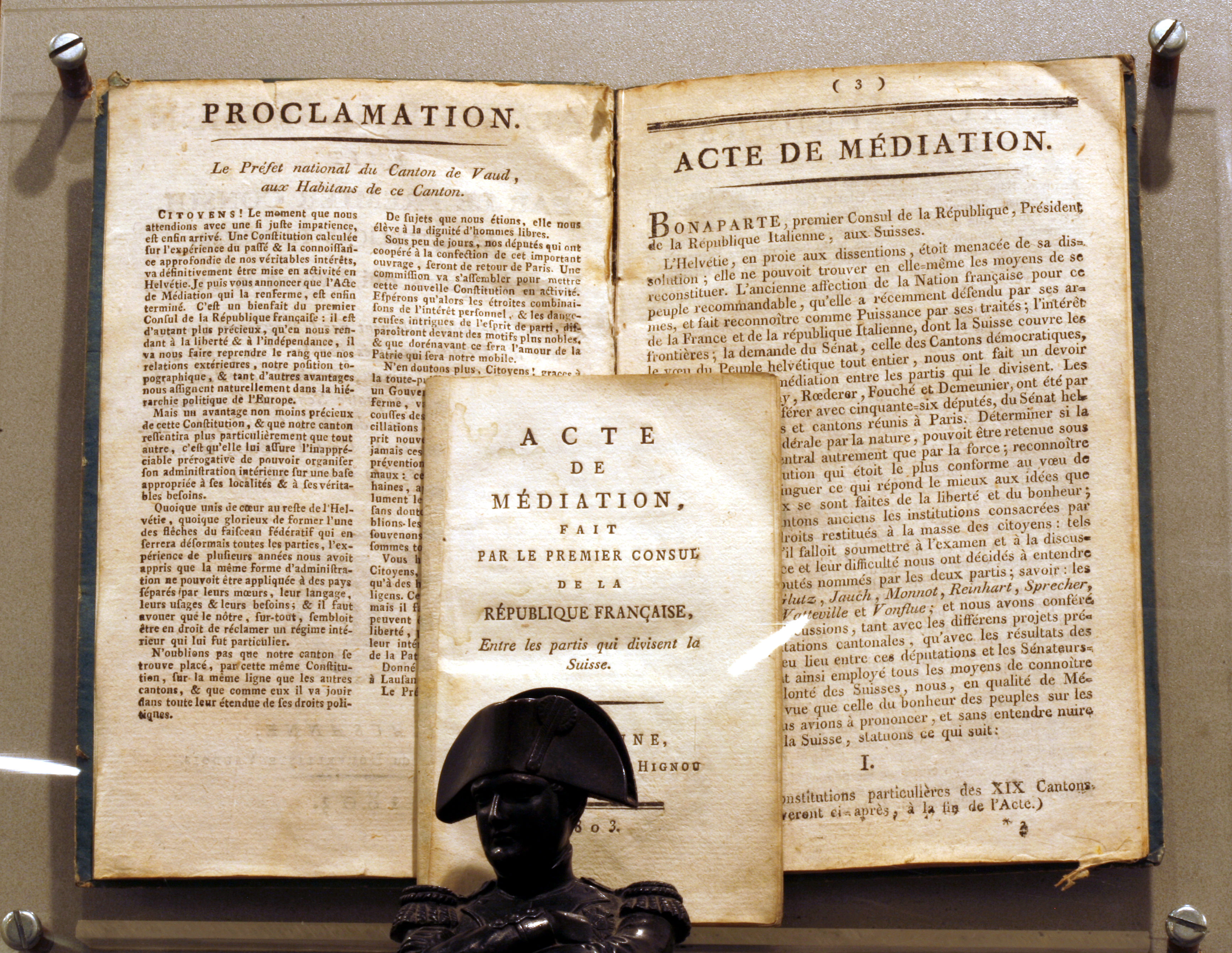
Acte de médiation de Bonaparte.

La médiation armée que Bonaparte apporte aux autorités helvétiques n'est pas imposée mais réclamée par ces mêmes autorités et par les fédéralistes ; lorsqu'il accepte le rôle de médiateur, le Premier Consul menace d'employer la force pour exercer ce rôle, méthode largement utilisée en droit international jusqu'au milieu du XIXe siècle. Elle prend la forme officielle d'une proclamation qui convoque à Paris une Consulta helvétique réunissant 60 membres des différentes fractions, parmi lesquels Johann Heinrich Pestalozzi, Pierre Ochs, Louis d'Affry ou Henri Monod - mais pas Laharpe qui a refusé tout mandat - et encadrée par quatre sénateurs français. Le choix de la capitale française est justifié par Charles-Maurice de Talleyrand-Périgord auprès des députés en arguant de la désorganisation du pays et du besoin de mettre un maximum de distance entre ces députés et les troubles civils.
Dès le début des travaux de la conférence, Bonaparte se prononce pour une organisation fédéraliste du pays, défendue par les anciens patriciens du pays bien que les unitaires soient majoritairement représentés. Pendant les premières semaines de travail, les différentes délégations vont élaborer des projets de constitutions cantonales et fédérales, avant que deux commissions de cinq membres chacune ne soient désignées pour tenir les discussions finales, avec Bonaparte, à partir du 29 janvier 1803. Ce dernier rédige personnellement l'Acte de médiation et le remet aux dix membres des commissions le 19 février, avant que la conférence ne soit officiellement dissoute le 21 février.
L'acte en lui-même est un document formé d'un préambule rédigé par Bonaparte, des 19 constitutions cantonales comprenant chacune en moyenne vingt articles, puis de l'Acte fédéral qui définit en quarante articles l'organisation politique, sociale et militaire du pays. Enfin, le document se termine par deux annexes, comprenant respectivement treize et neuf articles, décrivant les dispositions transitoires à mettre en œuvre jusqu'à la tenue de la première Diète.

### Confédération des XIX cantons

Découpage de la Suisse en cantons sous la médiation.

L'Acte de médiation, qui entre en vigueur officiellement le 15 avril 1803, définit 19 cantons nommés officiellement, pour la seule et unique fois dans l'histoire du pays, par ordre alphabétique : Appenzell, Argovie, Bâle, Berne, Fribourg, Glaris, Grisons, Lucerne, Saint-Gall, Schaffhouse, Schwyz, Soleure, Tessin, Thurgovie, Unterwald, Uri, Vaud, Zoug et Zurich. Le gouvernement des cantons est de trois types différents : pour les campagnards (Uri, Schwytz, Unterwald, Glaris, Appenzell et Zoug), la Landsgemeinde est rétablie ; pour les anciens cantons-villes (Bâle, Berne, Fribourg, Lucerne, Schaffhouse, Soleure et Zurich), l'ancienne aristocratie locale reprend le pouvoir ; pour les nouveaux cantons enfin (Argovie, Saint-Gall, Thurgovie, Tessin et Vaud), une démocratie représentative est mise en place ; cas spécial, les Grisons retrouvent leur structure particulière.
Les douanes qui existaient entre les cantons avant 1798 ne sont pas rétablies mais remplacées par des péages. Dans le même ordre d'idées, alors que le franc suisse est confirmé comme monnaie officielle du pays, chaque canton garde sa propre monnaie. L'organe directeur du pays redevient la Diète fédérale, qui se réunit normalement une fois par an au chef-lieu du canton directeur qui change chaque année. Elle est formée de 19 délégués, un par canton dont les six plus peuplés (Argovie, Berne, Grisons, Saint-Gall, Vaud, et Zurich) ont une voix double. Son rôle est essentiellement limité à la politique extérieure ainsi qu'à la défense, avec également une fonction peu employée de tribunal d'arbitrage en cas de litiges entre cantons, ceux-ci préférant régler leurs problèmes inter-cantonaux par voie de concordats.
Pour la seule et unique fois de son histoire, le pays est gouverné par une seule personne portant le titre de « landamman de la Suisse » qui est à la fois le chef d'État du pays et celui du canton présidant la Diète pour l'année en cours. De par ses fonctions, il représente la Diète envers les chefs d'État étrangers, mène les discussions et négociations internationales, surveille l'exécution des décisions prises par la Diète ainsi que la gestion du trésor fédéral et peut enfin convoquer une Diète extraordinaire.

### La première Diète de Fribourg

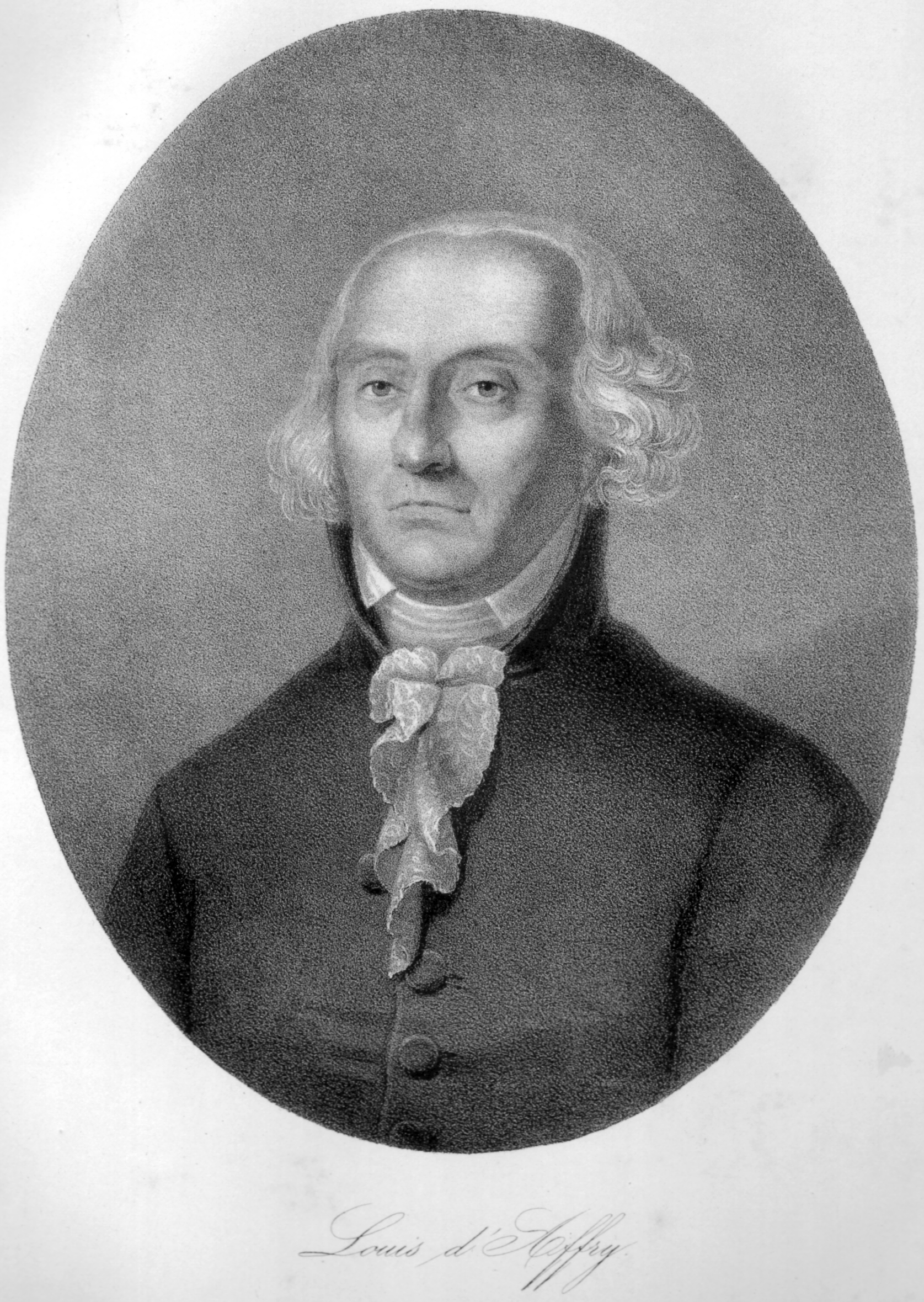
Portrait de Louis d'Affry, premier Landamman de Suisse.

De retour de Paris avec les pleins pouvoirs, Louis d'Affry passe la moitié de l'année à Fribourg à préparer et mettre en place la nouvelle administration pour pouvoir, le 4 juillet 1803, ouvrir en tant que Landamman la première Diète fédérale. Celle-ci va durer trois mois pendant lesquels le nouveau gouvernement du pays se retrouve à l'honneur à la fois dans la presse et par la diplomatie européenne. Parmi les nombreux sujets à l'ordre du jour, les députés adoptent le 27 septembre 1803 un nouveau texte d'alliance avec la France (baptisé par la suite seconde paix de Fribourg en référence à la paix perpétuelle signée en 1516) qui remplace l'alliance offensive et défensive de 1798. Ce traité, uniquement défensif, se double d'un traité de capitulation générale permettant à l'armée française de recruter jusqu'à 16 000 hommes de troupe parmi les soldats suisses ainsi que la possibilité, sur proposition du Landammann, pour vingt jeunes Suisses de suivre l'École polytechnique. L'un des premiers effets du traité signé avec la France est le départ des troupes françaises du sol helvétique dès janvier 1804, marquant ainsi la fin de la dernière occupation du territoire (à l'exception du canton du Tessin en 1807) par une armée étrangère.

### LaBockenkrieg

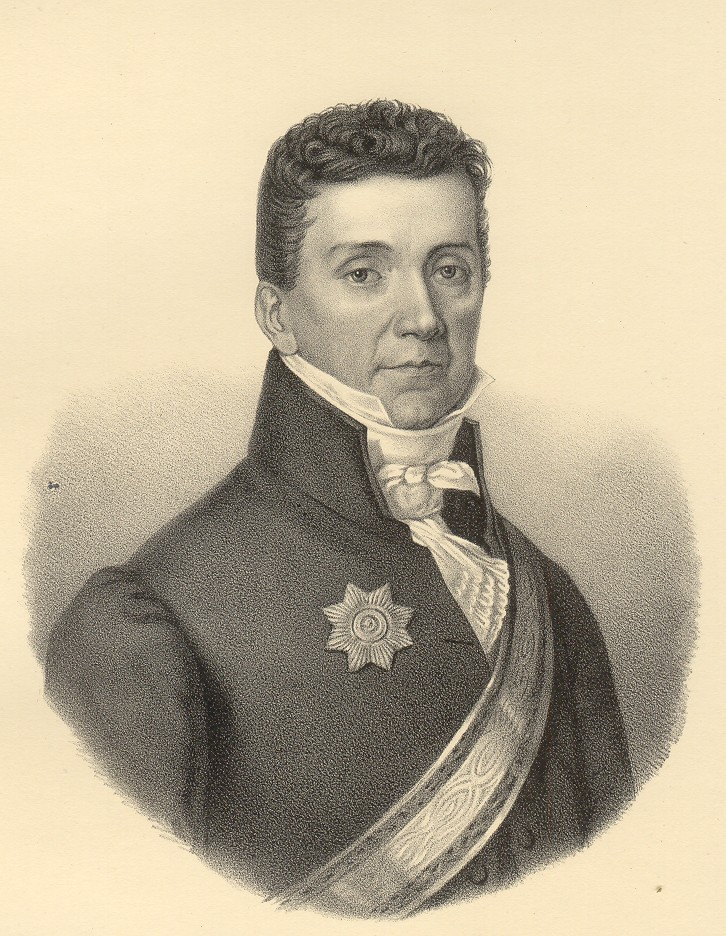
Niklaus Rudolf von Wattenwyl, second Landamman de la Suisse.

Le retour au pouvoir des oligarchies composées d'aristocrates et de notables de l'Ancien Régime dans certaines villes du pays ne satisfait pas la population rurale, dépendante des villes. C'est en particulier le cas au début de l'année 1804 lorsque les paysans vivant sur les bords du lac de Zurich mettent le feu au château de Wädenswil le 24 mars 1804. Au nombre de 600 et menés par un savetier nommé Hans Jakob Willi, les paysans tendent un piège aux troupes locales en les attirant sur la colline du Bocken (d'où le nom de guerre du Bocken, en allemand Bockenkrieg, donné à l'épisode) située sur le territoire de la commune de Horgen et en les enfermant dans une auberge. Les militaires tentent alors une sortie désespérée après avoir mis le feu à une maison, laissant douze morts et quatorze blessés sur le champ de bataille.
Avant même que les autorités zurichoises n'en fassent la demande, le nouveau Landamman bernois Niklaus Rudolf von Wattenwyl ordonne la mobilisation des troupes fédérales et les envoie à Affoltern am Albis où elles écrasent les paysans le 3 avril. Les trois meneurs sont capturés et exécutés alors que la région reste occupée par les troupes fédérales pendant quelques années, montrant ainsi la détermination des nouvelles autorités à combattre cette insurrection qui sera la dernière guerre menée par des paysans suisses.

### La Suisse et le blocus continental

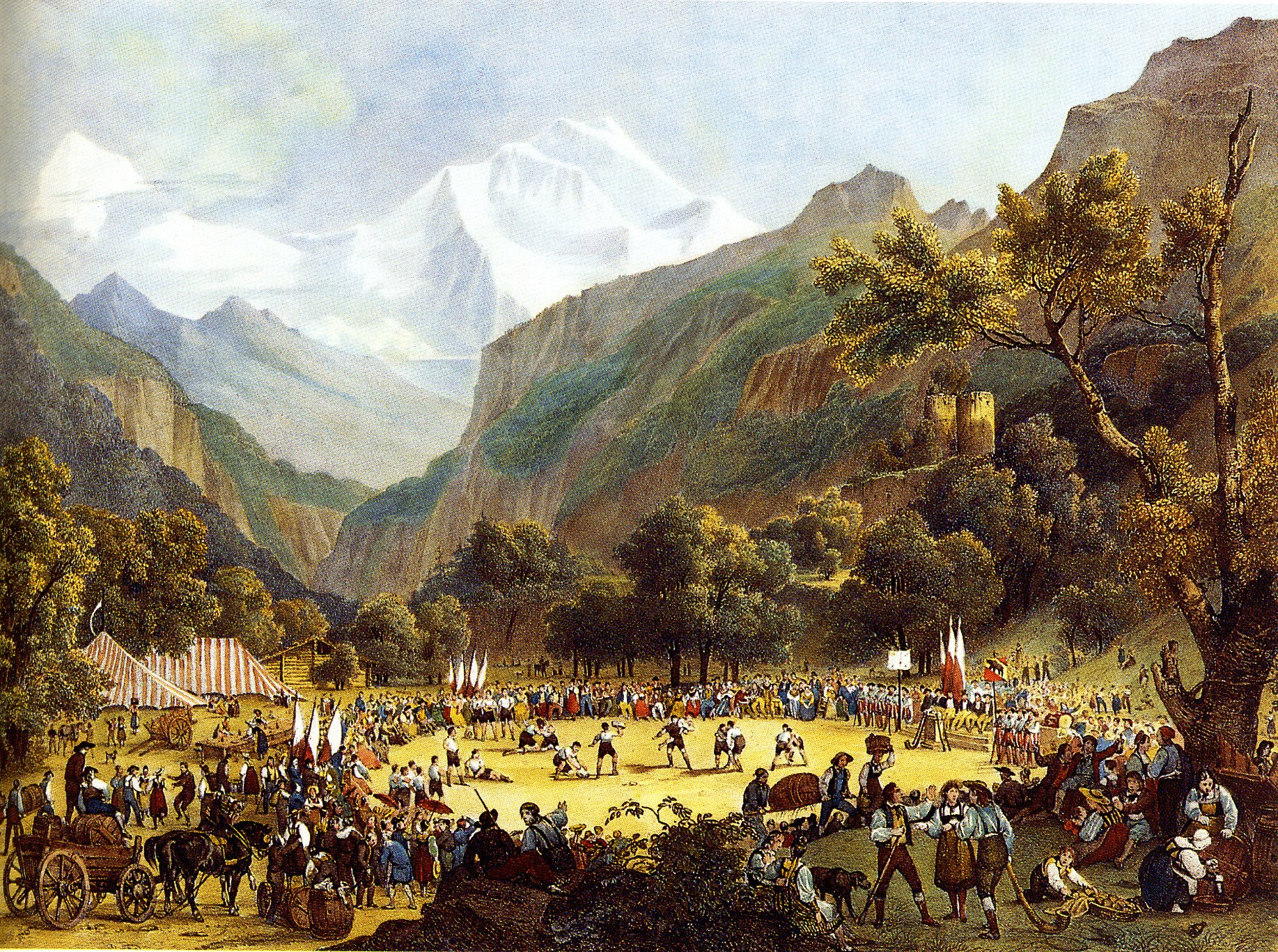
Fête d'Unspunnen de 1808 (dessin de M. Mongin tiré du livre La mémoire des Suisses - Histoire des fêtes nationales du, 1991, p. 41).

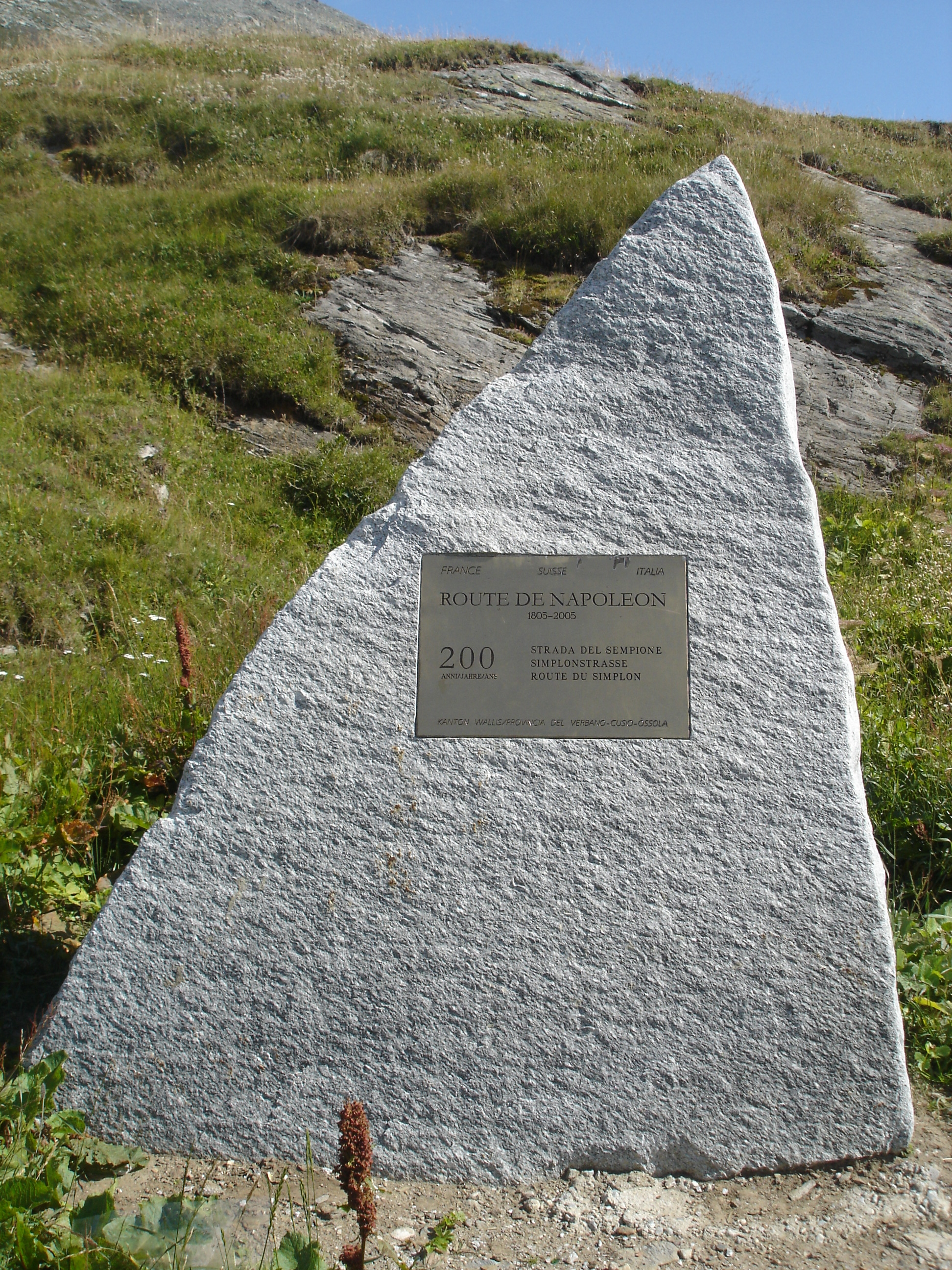
Plaque commémorative des 200 ans de l'ouverture de la route du Simplon.

Bien qu'officiellement neutre, la Suisse entre dans le blocus continental du nouvel empereur Napoléon Ier dès le 5 juillet 1806 en interdisant l'importation de marchandises britanniques. Ce blocus aura des effets à la fois négatifs et positifs sur l'économie nationale : déjà touchée par les effets des mesures protectionnistes prises par la France, en particulier sur les cotonnades, le chanvre et le lin, l'industrie textile du pays va devoir rationaliser sa production, provoquant ainsi une hausse du chômage, principalement dans l'est du pays. Cependant, l'absence de concurrence britannique permet dans le même temps le développement des filatures de coton et l'écoulement des productions. En 1805, le filateur zurichois Hans Caspar Escher va lancer sa propre production de métiers mécaniques, créant ainsi l'entreprise Escher-Wyss, l'une des principales usines métallurgiques du pays, aujourd'hui spécialisée dans la fabrication de turbines.
Corollaires de ces avancées technologiques, deux expositions organisées à Berne en 1804 et 1810 et consacrées à l'artisanat et à l'industrie sont les précurseurs des futures « expositions nationales ». C'est pendant la même période que sont organisées dans le canton de Berne en 1805 et 1808 les fêtes d'Unspunnen qui, dans le cadre du renouveau patriotique et dans le but de fortifier les liens entre ville et campagne, représentent l'idéal suisse d'une vie rude et naturelle grâce en partie à la tenue de jeux traditionnels dits « de bergers » qui eurent un rayonnement suprarégional,.
Pendant cette période, deux importants chantiers de génie civil sont engagés dans le pays : c'est tout d'abord l'achèvement de la route hippomobile du col du Simplon qui remplace l'ancien sentier muletier reliant Brigue à Domodossola. Cette nouvelle route, construite sous la direction de l'ingénieur en chef Nicolas Céard et dont le coût de huit millions de francs a été entièrement financé par la France et l'Italie, est inaugurée en secret le 5 octobre 1805 ; il s'agit en effet d'un projet militaire permettant d'achever la route menant de Paris à Milan et qui doit le plus possible rester inconnu des Autrichiens alors en guerre contre la France en Italie.

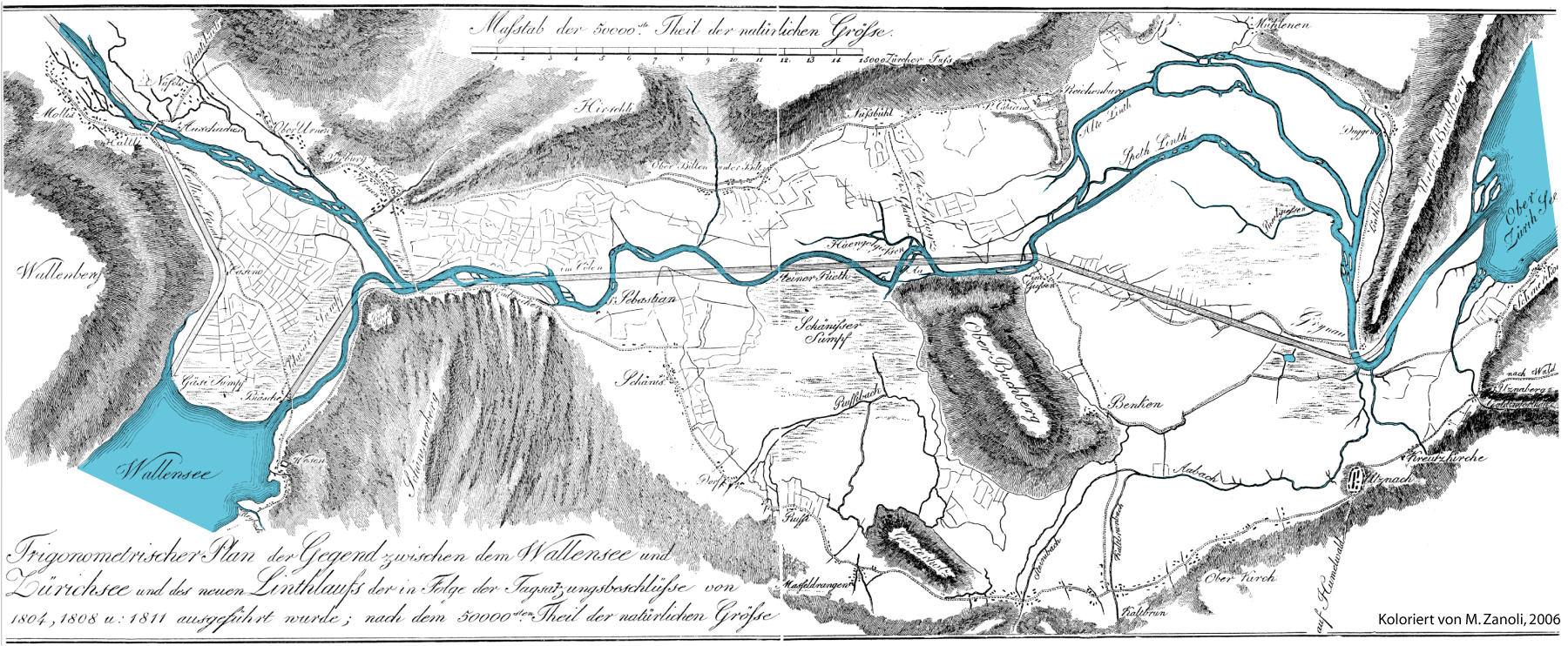
Plan de la plaine de La Linth avant et après la correction.

D'autre part, en 1807, commencent les travaux de correction de la Linth qui durent jusqu'en 1823 et qui permettent à la fois de mettre fin aux inondations quasi-annuelles de la Linth en amont du lac de Zurich et d'assécher et mettre en culture les marécages de la région. Cette entreprise sera entièrement financée par souscription publique, sans que l'État n'ait à dépenser un seul franc, et réalisée par l'ingénieur zurichois Hans Conrad Escher qui sera, en récompense, honoré du titre de von der Linth.
Pendant la période du blocus continental, deux catastrophes marquent les esprits et provoquent des élans souvent imprévus de solidarité entre les différents groupes de populations du pays.
Le 2 avril 1805, la ville fribourgeoise de Bulle est quasiment entièrement détruite lors d'un incendie. Si aucune victime n'est à déplorer, les quelque 1 200 habitants de l'époque sont pratiquement tous sinistrés et les dépôts de gruyère sont entièrement détruits, cette dernière nouvelle faisant les grands titres de la presse étrangère, en particulier du Moniteur universel français du 17 avril qui évalue les dégâts au montant de 7 à 800 000 francs. Grâce aux aides financières venant de tout le pays, les travaux de reconstruction sont rapidement entrepris : si une rangée de maisons est supprimée pour créer la grande place du marché, la halle aux grains est rebâtie en premier, alors que l'hôtel de ville est achevé en 1808 et l'église paroissiale en 1816. Une année plus tard, le 2 septembre 1806, le pays connaît la plus grave catastrophe naturelle de son histoire avec l'éboulement de 35 à 40 millions de mètres cubes de roches sur six kilomètres carrés qui détruisent totalement la centaine de maisons qui composent alors le village de Goldau, situé sur le territoire de la commune d'Arth, et tuent 437 personnes et environ 400 têtes de bétail.

## La chute du système napoléonien

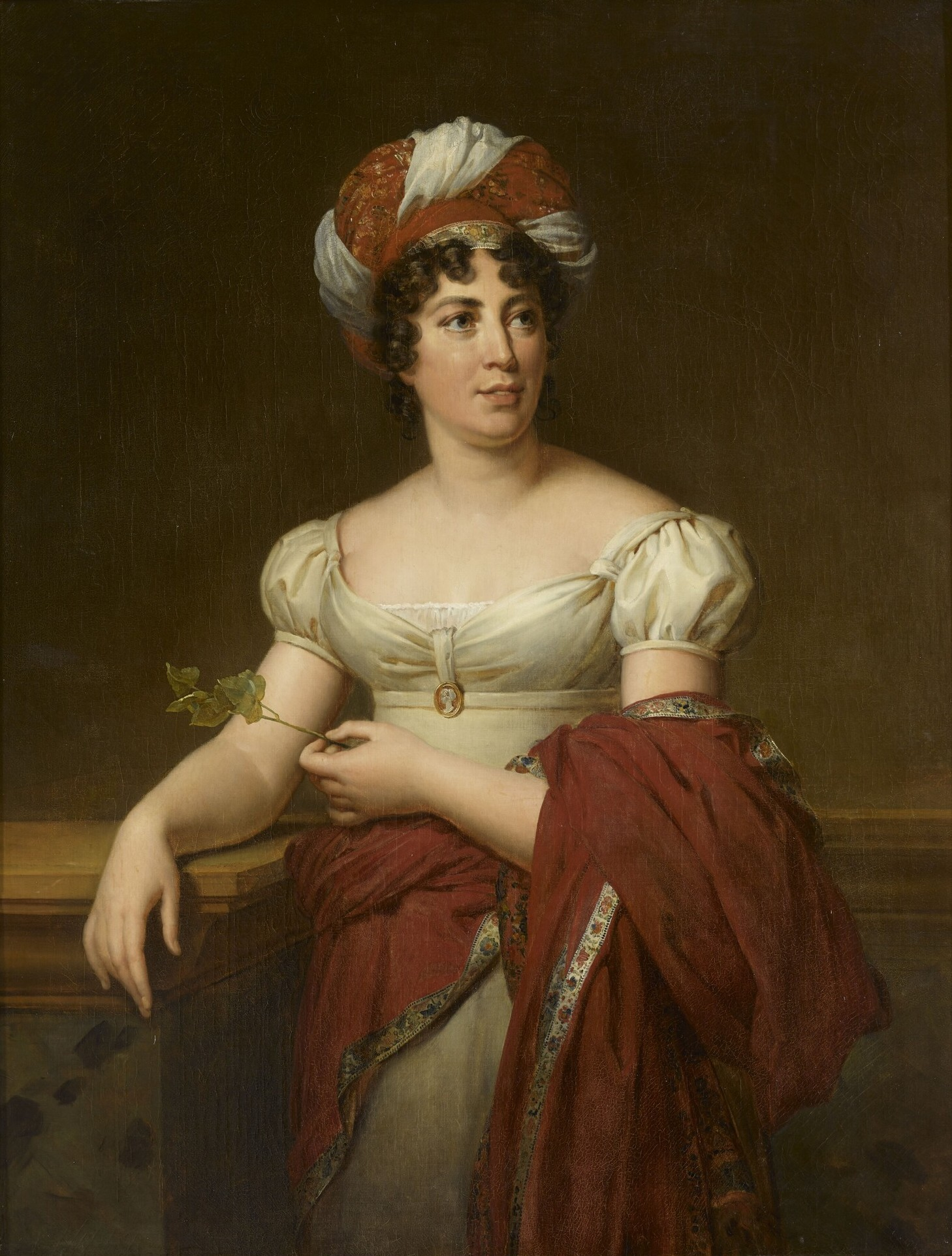
Portrait de Madame de Staël (portrait par Marie-Éléonore Godefroid d'après Gérard).

### Le groupe de Coppet
Dès son arrivée au château de Coppet en avril 1802, Germaine de Staël, exilée de Paris par Napoléon, publie Delphine en 1802 et Corinne en 1807 et fonde ce que Stendhal appelle « les États généraux de l'opinion européenne », à savoir le groupe de Coppet réunissant autour d'elle différents politiciens et écrivains français et allemands tels Benjamin Constant ou Juliette Récamier qui vont, pendant une dizaine d'années, œuvrer à la formation et à la diffusion de nouveaux concepts issus des idées des Lumières dans des domaines tels que la politique, l'économie, la religion, la littérature ou le théâtre. Le groupe, et en particulier son instigatrice, va rapidement incarner une forme de résistance morale à la dictature impériale française, ce qui lui vaut d'être surveillée de près. Elle parvient toutefois à tromper la vigilance de ses gardiens en 1812 lorsqu'elle entreprend un long voyage qui la mènera de la Russie à la Grande-Bretagne en passant par la Suède et l'Autriche, autant de pays opposés au régime français et qui formeront, quelques années plus tard, une nouvelle coalition contre celui-ci.

### Des militaires suisses dans les armées de l'Empire
Outre les 14 000 hommes répartis en quatre régiments de ligne et deux régiments de la garde prévus dans la dernière capitulation passée entre la Diète fédérale et le royaume de France en 1816, les Suisses sont plusieurs dizaines de milliers à servir dans les différentes armées d'Europe pendant les guerres de la Révolution française et de l'Empire, dont une trentaine de généraux de l'armée française sur les 190 étrangers qui exercent un commandement entre 1798 et 1815.

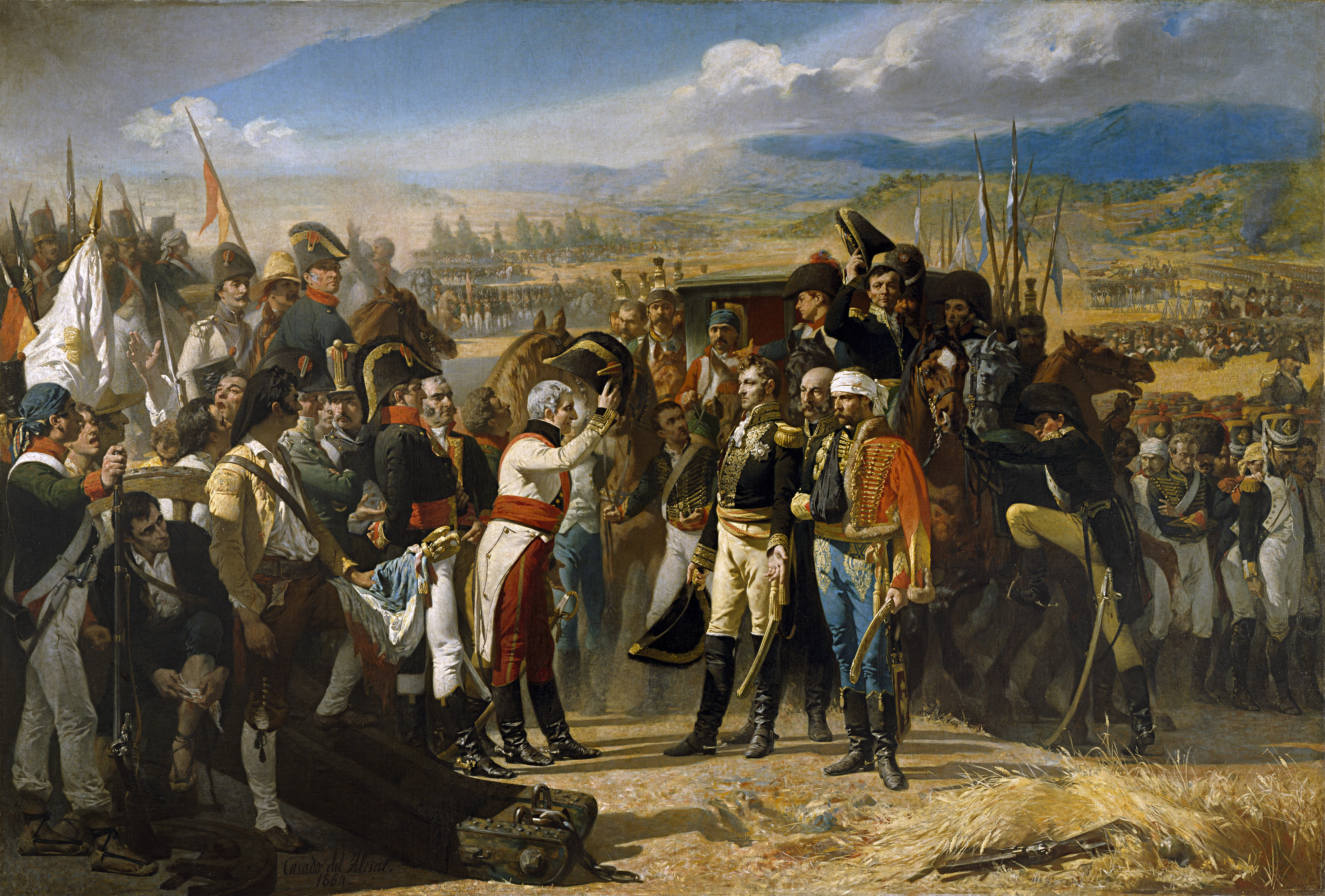
La reddition de Bailén en 1808 (La Reddition de Bailén, José Casado del Alisal, 1864, musée du Prado).

Malgré la longue tradition du mercenariat suisse au service de la France, les autorités éprouvent dès 1810 de plus en plus de mal à remplir leurs obligations en hommes : les pertes importantes subies par les régiments français, couplées aux nombreux retards de paiement de la solde et des rentes pour les anciens militaires, à la défectuosité du système d'enrôlement et aux difficultés imposées par les inspecteurs français qui exigent en particulier que les recrues soient suisses depuis plusieurs générations empêchent la plupart des cantons de fournir les contingents prévus. Les troupes suisses sont cependant partie prenante dans la plupart des grandes batailles de l'histoire napoléonienne : à Wagram, à Trafalgar ou encore à Bailén où le régiment de Reding des Grisons se retrouve face à celui d'Affry (fils du Landammann) de Soleure. Cependant, le principal engagement, qui est également le plus meurtrier pour les troupes suisses est celui de la Bérézina où les 1 300 hommes restants, faute de munitions, doivent charger à huit reprises à la baïonnette les soldats russes pour permettre aux restes de la Grande Armée de franchir le fleuve : seuls 300 hommes survivent à cette bataille.

### Bataille des Nations et la chute de la médiation

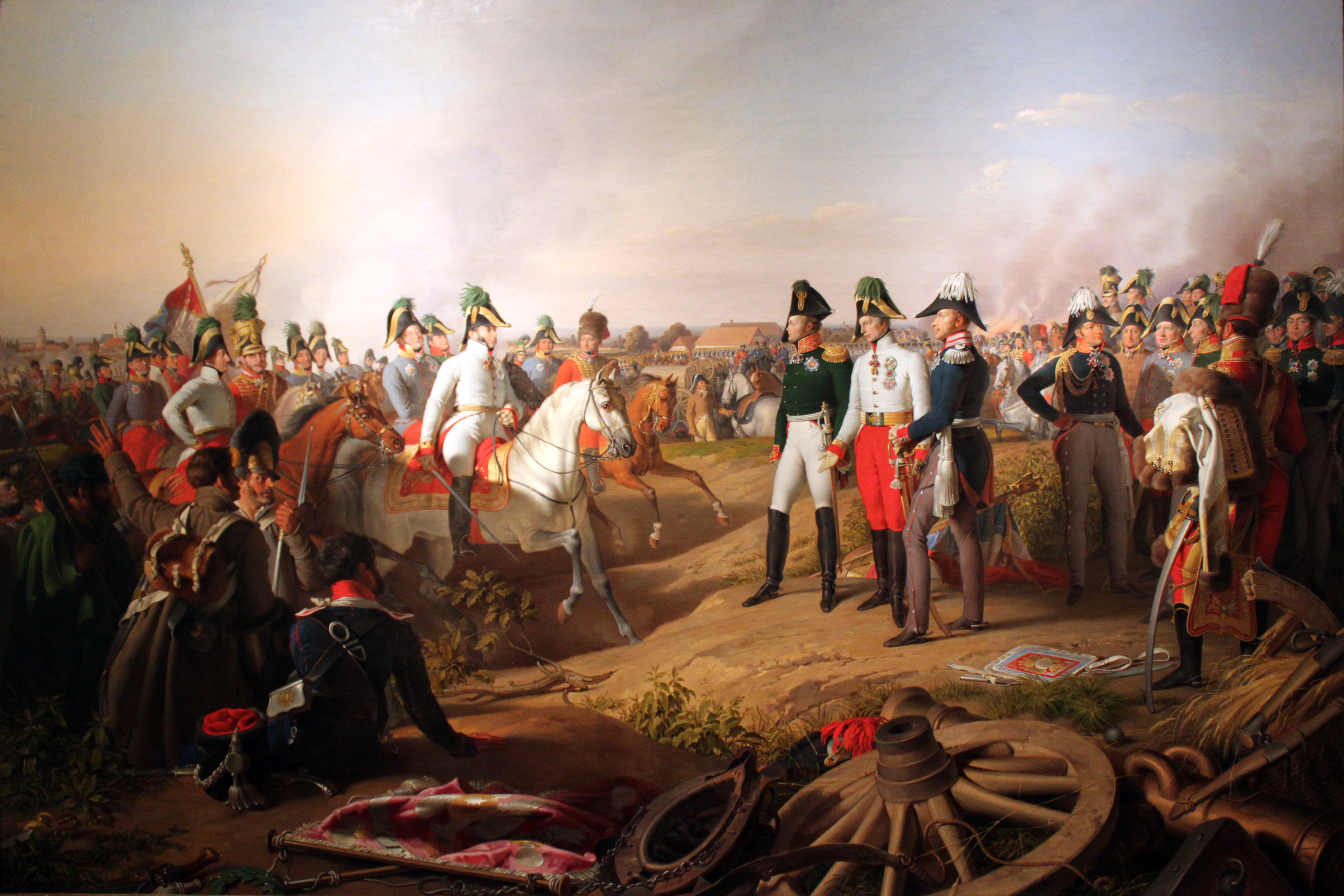
Les vainqueurs de la bataille de Leipzig (peinture de Johann Peter Krafft, 1839, musée historique de Berlin).

À la suite de la défaite de Napoléon lors de la bataille de Leipzig en octobre 1813, les troupes françaises poursuivies par celles de la sixième Coalition européenne se retirent du sol allemand pour rejoindre la France. À cette occasion, la mobilisation générale est ordonnée par la Diète pour défendre les frontières du pays ; cet appel à la mobilisation ne rencontre que peu d'écho et ne permet de réunir que quelques dizaines de milliers d'hommes : les demandes incessantes de la France qui absorbait les meilleurs soldats du pays, couplées au manque de solidarité cantonale marqué par une défiance envers l'armée fédérale et à la volonté nette de Napoléon d'empêcher le développement d'une véritable armée en Suisse, expliquent ce faible rendement.
Malgré les messages de la Diète qui va rappeler la neutralité du pays dans le conflit et malgré l'avis défavorable du tsar Alexandre Ier qui s'affiche en défenseur des nouveaux cantons, en particulier du canton de Vaud, les alliés traversent le pays de part en part sur une ligne Bâle-Berne-Lausanne en direction de la France. Les quelque 12 000 soldats suisses ne pouvant pas rivaliser avec l'armée autrichienne de 160 000 hommes qui commence à franchir le Rhin à Bâle dès le 21 décembre 1813, le général Von Wattenwyl renonce à toute résistance et ordonne le licenciement des troupes ; à cette occasion, de nombreuses accusations de trahison seront proférées par les soldats envers leurs supérieurs, en particulier envers le général en titre, sans toutefois aucune suite judiciaire.
Devant l'avancée des troupes alliées qui atteignent Neuchâtel le 24 décembre et Lausanne le 26, la Diète réunie à Zurich sous la direction du Landammann Hans Reinhard décrète le 29 décembre 1813 que « l'Acte de médiation ne saurait durer plus longtemps », mettant ainsi fin au régime de la médiation. Cependant, cette décision est prise en l'absence des représentants de sept des 19 cantons, la rendant anticonstitutionnelle. Deux jours plus tard, après que les troupes françaises ont évacué la ville sans combattre devant l'avancée du général autrichien Ferdinand von Bubna und Littitz, Genève déclare à son tour son indépendance et quitte l'Empire français pour retrouver, pendant un peu plus de seize mois, son statut de république autonome (avant de devenir un canton suisse en mai 1815).
Avec la chute de la médiation qui précède celle de son médiateur en avril 1814, la Suisse retrouve son indépendance et quitte la sphère de domination française. Une longue Diète de plus d'une année va, tout en acceptant trois nouveaux cantons en son sein, élaborer et adopter officiellement un nouveau Pacte fédéral, document fondateur de la Confédération des XXII cantons qui sera confirmé et soutenu par les pays européens lors du congrès de Vienne de 1815.